# Constance Lloyd
Pour les articles homonymes, voir Lloyd.
Constance Mary Lloyd (2 janvier 1858 à Londres - 7 avril 1898 à Gênes) est une autrice de contes pour enfants, militante féministe et radicale, journaliste et directrice de la gazette de la Rational Dress Society œuvrant pour l'accès à un costume féminin confortable, hygiénique, esthétique et abordable pour toutes. Elle est également membre de la Golden Dawn au rang Philosophicus.
Elle est l'épouse d'Oscar Wilde, et la mère de leurs deux fils Cyril et Vyvyan.

## Biographie

### Premières années

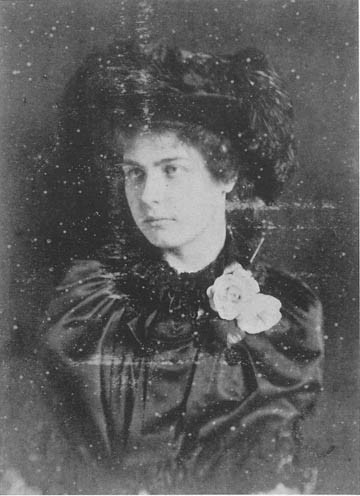
Constance Lloyd âgée de 24 ans, en août 1882. Delgaty Castle, Aberdeenshire.

Son arrière-grand-père, John Lloyd, participe à la répression de la révolte des luddites. Elle est la petite-fille du député John Horatio Lloyd. Elle est la fille de l'avocat anglais Horace Lloyd et de l'Irlandaise Adelaide Barbara Atkinson, nièce du premier baron Hemphill Charles Hare. Elle a un grand frère, Otho Holland. Maltraitée par sa mère, elle développe une personnalité timide et ombrageuse.
Son éducation est complète : elle sait jouer du piano, peindre à l'huile, coudre, parler le français et lire Dante en italien. Elle étudie la littérature anglaise et tout particulièrement l'œuvre de Shelley. Influencée par le mouvement Arts and Crafts, elle apprend la poterie et la peinture sur terre cuite. Elle s'inscrit à la St John's Wood School of Art (en) où elle apprend notamment le dessin.
En août 1882, alors en vacances au Delgaty Castle, Aberdeenshire, elle est courtisée par le très jeune Douglas Ainslie (en), qu'elle éconduit poliment.

### Fiançailles et mariage

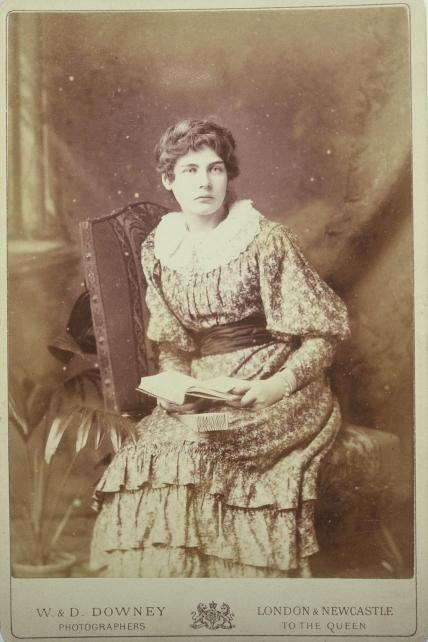
Constance avant son mariage, âgée d'environ 26 ans.

Durant son enfance, elle rend régulièrement visite à ses grands-parents maternels à Dublin où vivent également les Wilde et leur jeune fils Oscar. Le frère aîné de Constance Lloyd, Otho, se lie d'amitié avec ce dernier à Oxford, où les deux jeunes hommes poursuivent leurs études en humanités classiques. Constance Lloyd rencontre Oscar au début de l'été 1881, dans une réception organisée à Londres par la grand-mère maternelle de Constance, amie de Jane Wilde. L'attraction est mutuelle et immédiate. Le 26 novembre 1883, elle annonce dans une lettre à son frère être fiancée à Oscar. Ce dernier écrit à son ami l'actrice Lillie Langtry : 
« Je vais épouser une fille magnifique nommée Constance Lloyd, une Artémis grave, délicate, aux yeux violets, avec de grandes boucles de cheveux bruns épais qui font pencher sa tête comme une fleur, et de merveilleuses mains d'ivoire qui jouent si bien du piano que les oiseaux arrêtent de chanter pour l'écouter. Nous devons nous marier en avril. […] J'ai tellement hâte que vous la connaissiez et que vous l'aimiez. Je travaille dur avec mes conférences pour devenir suffisamment riche, bien que ce soit affreux d'être si loin d'elle ».
A la mi-décembre, la nouvelle des fiançailles est publiée dans de nombreux magazines comme Society et Truth, et dans de nombreux journaux régionaux à Dublin, Liverpool, Manchester et Derby. Le Liverpool Daily Post annonce :
« Oscar Wilde va se marier... c'est une fille de Dublin, une certaine Miss Lloyd, une nièce de feu le sergent Armstrong, très connu et très apprécié en Irlande. On craignit d'abord que Londres ne perde son lion, et la bonne société son objet préféré d'admiration et de dérision. Une terrible rumeur courait selon laquelle M. et Mme Oscar Wilde comptaient s'installer à Dublin. Heureusement ce danger est écarté. Nous gardons Oscar ».
Elle épouse Oscar Wilde le 29 mai 1884 à l'église St James de Londres. Sont présents au mariage Jimmy Whistler, Fanny Bernard-Beere et peut-être Anna Kingsford. Les jeunes mariés prennent le jour même la route pour leur lune de miel à Paris, où ils résident à l'Hôtel Wagram, rue de Rivoli.

### Grossesses

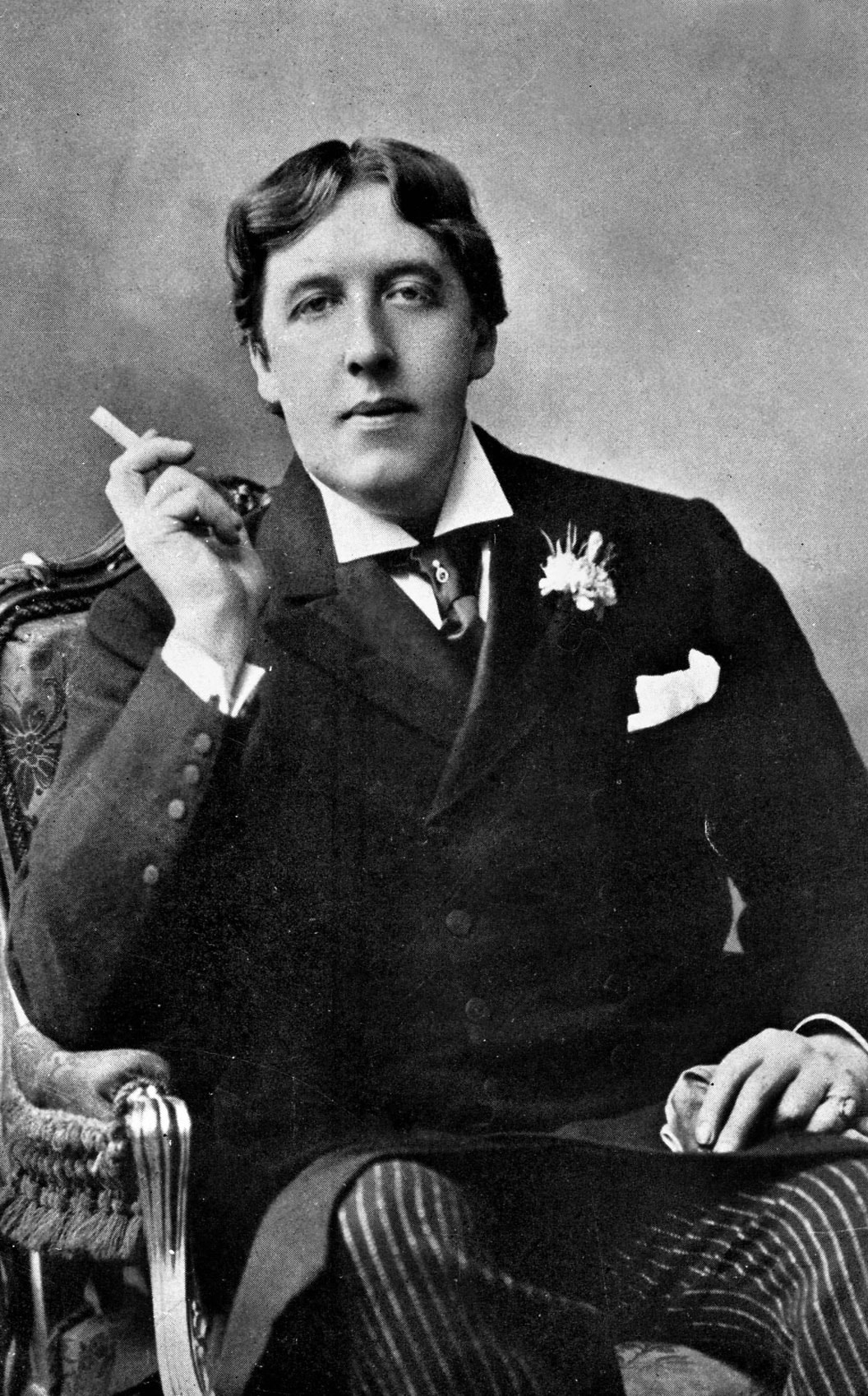
Oscar Wilde, mari de Constance.

Le 5 juin 1885, elle donne naissance à leur premier enfant Cyril. Les époux Wilde choisissent pour marraine Emily Lloyd, la tante de Constance Lloyd, et pour parrain leur grand ami Walter Harris. A la demande d'Oscar, le penseur Edward Heron Allen établit l'horoscope du bébé, et annonce que la vie de Cyril ne sera pas rose.

Par la suite, Oscar est de plus en plus enthousiasmé par la présence autour de lui de jeunes hommes et se désintéresse de sa vie familiale. Au mois de décembre 1885, seul à Glasgow pour sa tournée de conférences, il fait une terrible confession à son très proche ami Harry Marillier, alors étudiant à Cambridge : selon lui, il n'y a plus « d'expérience romantique ».
« Il y a des souvenirs de romance, et il y a le désir de romance, c'est tout. Nos moments d'extase les plus fougueux ne sont que les ombres de ce que nous avons ressenti ailleurs ou de ce que nous aspirons un jour à ressentir. C'est ce que je crois, tout du moins. Et curieusement, il en résulte un étrange mélange d'ardeur et d'indifférence... Parfois je pense que la vie artistique est un long et beau suicide, et je le regrette ».
Les lettres que s'échangent Oscar et Harry Marillier laissent de plus en plus supposer un intérêt amoureux. Constance Lloyd fréquente les jeunes amis de son époux et n'y voit alors aucun mal, voire les encourage, puisqu'elle les invite régulièrement à la « House Beautiful ». Ainsi, les Wilde logent à Tite Street un jeune canadien de 17 ans, Robert « Robbie » Baldwin Ross, dont la mère séjourne pour deux mois sur le continent. Constance Lloyd et Oscar Wilde l'adorent et avec le temps, il devient l'un des amis masculins les plus proches de Constance Lloyd. Oscar et Robbie débutent une relation physique, celui-ci devenant ainsi son premier amant. Constance Lloyd est tellement loin d'envisager l'homosexualité de son époux qu'elle le soupçonne plutôt d'avoir développé un intérêt pour une actrice dont elle estime qu'il suit les performances avec un peu trop d'intérêt.

La seconde grossesse de Constance Lloyd, plus laborieuse, produit une brèche encore plus importante dans l'harmonie du couple. D'après Frank Harris, Oscar lui raconte alors comment, pendant cette période, son attirance pour Constance Lloyd chute :
« Quand je me suis marié, ma femme était une belle fille, pâle et mince comme un lys, avec des yeux pétillants et un rire joyeux et ondulant comme de la musique. Au bout d'un an environ, cette grâce de fleur s'était évanouie ; elle devint lourde, informe, difforme : elle se traînait dans la maison dans une misère grossière, le visage tacheté et le corps hideux, nauséeuse à cause de notre amour. C'était épouvantable. J'essayai d'être gentil avec elle ; je me forçai à la toucher et à l'embrasser ; mais elle était toujours malade, et oh ! je ne veux pas m’en souvenir, tout cela est dégoûtant ».
Constance Lloyd et Oscar Wilde espèrent avoir une petite fille qu'ils prénommeraient Isola, du nom de la petite sœur d'Oscar décédée à l'âge de 9 ans. Le 3 novembre 1886, elle donne cependant naissance à un garçon, Vyvyan. John Ruskin refuse d'être le parrain de l'enfant, s'estimant trop vieux. C'est donc Mortimer Menpes qui est choisi à sa place.
Malgré son désintérêt pour Constance Lloyd sur le plan sexuel, causé par son nouvel intérêt homosexuel et peut-être par des problèmes médicaux consécutifs à l'accouchement de Vyvyan, Oscar a un sens aigu du devoir parental et conjugal et continue d'aimer sa femme.

### Rôle de personnalité publique londonienne

#### Icône de la mode préraphaélite

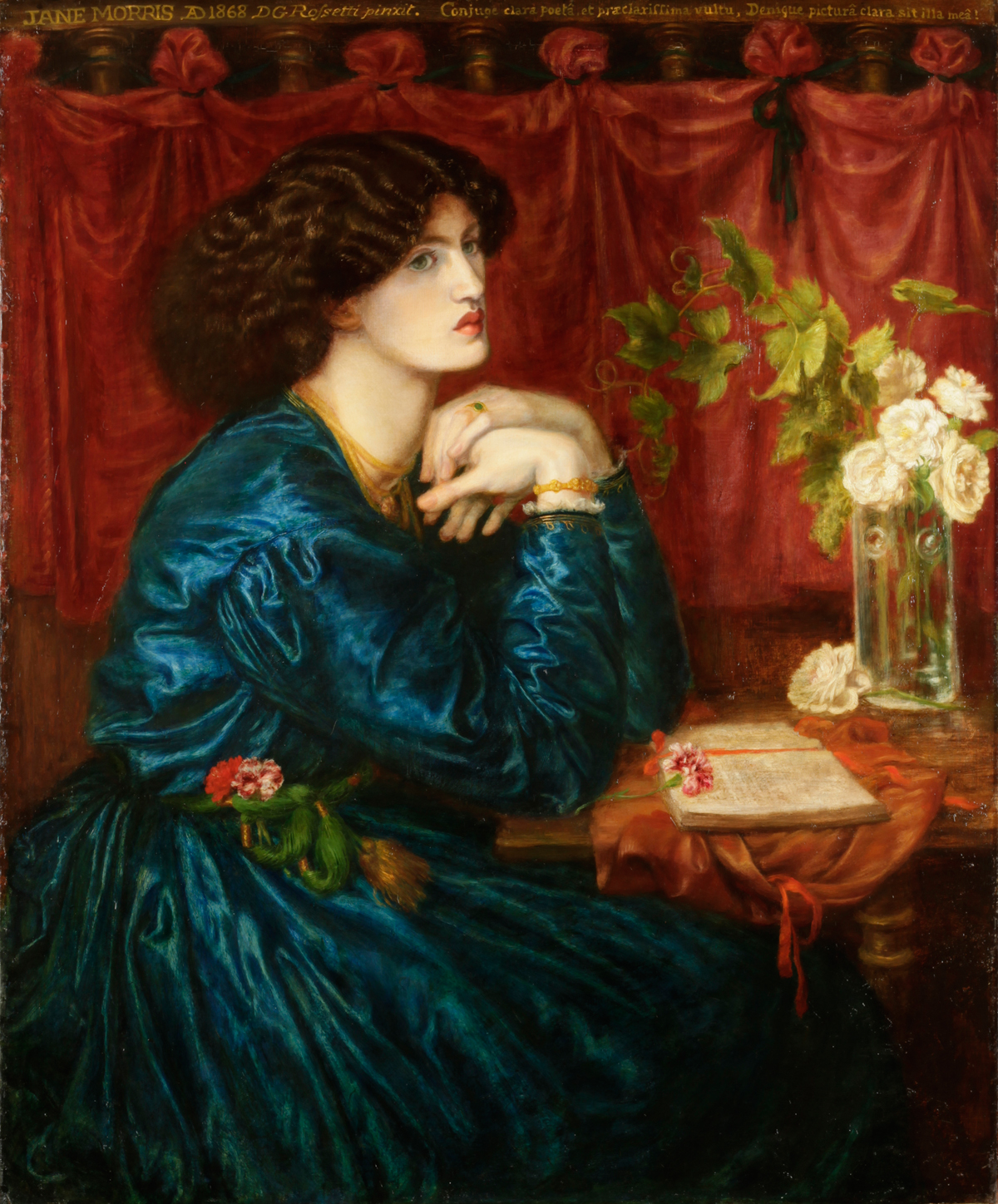
The Blue Silk Dress (1868), Dante Gabriel Rossetti. La modèle Jane Morris est vêtue d'une tenue typiquement préraphaélite : robe ample et fluide, couleur bleu paon, ceinture à la taille, manches bouffantes.

Constance Lloyd s'oppose aux strictes règles vestimentaires de l'ère victorienne en adoptant des tenues influencées par le mouvement préraphaélite : des robes amples, des manches bouffantes, un style épuré, des couleurs vives inspirées de la mode du Moyen Age et du début de la Renaissance. Les modèles Jane Morris et Elizabeth Siddal incarnent cet idéal de pureté féminine représenté dans les œuvres picturales de leurs époux respectifs.
La couturière Adeline Nettleship confectionne la robe de mariage de Constance Lloyd : « une somptueuse robe en satin mousseux d’une délicate teinte primevère » selon le Ladies' Treasury, en « satin ivoire » selon le Lady's Pictorial. La jupe de la robe est simple, avec une longue traîne. Le corsage est échancré avec un col Médicis et les manches sont bouffantes. Au lieu de la traditionnelle couronne de fleurs d’oranger, elle porte une couronne de feuilles de myrte, « une parure plus poétique et très classique » selon la rubrique Metropolitan Gossip du Belfast News. L’aspect le plus insolite de la tenue est, outre sa simplicité, le voile en gaze de soie indienne brodée de perles. Elle porte autour de la taille une ceinture en argent, cadeau de mariage d’Oscar.
Constance Lloyd apprécie particulièrement la dentelle ancienne et les broderies, que son amie Adeline Nettleship incorpore dans les robes qu'elle conçoit pour elle. Constance Lloyd préfère les robes en mousselines légères et de couleur pâle pour ses robes de jour, et le vert pour ses robes de soirée.

Le Lady's Pictorial rapporte :
« Si les dames françaises sont davantage soumises aux règles de la mode que ne le sont leurs sœurs anglaises, et sont moins indulgentes envers l'excentricité des vêtements et des manières, elles reconnaissent pourtant la supériorité de la grâce qu’offre un goût pittoresque. Mme Oscar Wilde, dans ses grands chapeaux à plumes blanches, dans ses longs manteaux gris en alpaga mousseux richement ornés de fronces de dentelle café, dans ses robes printannières et quelque peu surannées de mousseline blanche, généralement relevées par des touches de ruban doré, ou avec des broderies de fil de soie jaune, est absolument charmante et habillée avec un goût certain ».
Il arrive que M. et Mme Wilde portent des tenues assorties. Louise Jopling se rappelle la fois où Oscar portait un costume de tissu marron, avec d'innombrables petits boutons, qui « ressemblait plutôt à un costume de simple page », tandis que Constance Lloyd portait « une grande capeline ornée de belles plumes blanches ». Des passants les arrêtèrent et les comparèrent à « Hamlet et Ophelia en promenade » .
Le 1er octobre 1884, Oscar Wilde débute une nouvelle tournée de conférences, cette fois-ci sur le thème de l'habillement. Selon lui, l'âge d'or de la mode en Angleterre remonte à l'époque précédant la conquête normande de 1066, lorsque les dames portaient des robes amples et simples. A l'exception du dernier quart du XVIIe siècle, l'influence de la mode française stricte et superflue domine le costume anglais. Dans les années 1880, les femmes victoriennes ont un profil en sablier à cause du corset et portent des manches moulantes, des volants épais et des chaussures à talons hauts. Au nom d'un habillement dit « rationnel », Oscar Wilde prône le port de la ceinture en lieu et place du corset, et d’un vêtement soutenu par l'épaule plutôt que par la taille, comme le portaient les Grecs, les Assyriens et les Egyptiens. Il condamne les chaussures à talons hauts qui basculent le corps vers l'avant.

#### Maîtresse de la «House Beautiful»

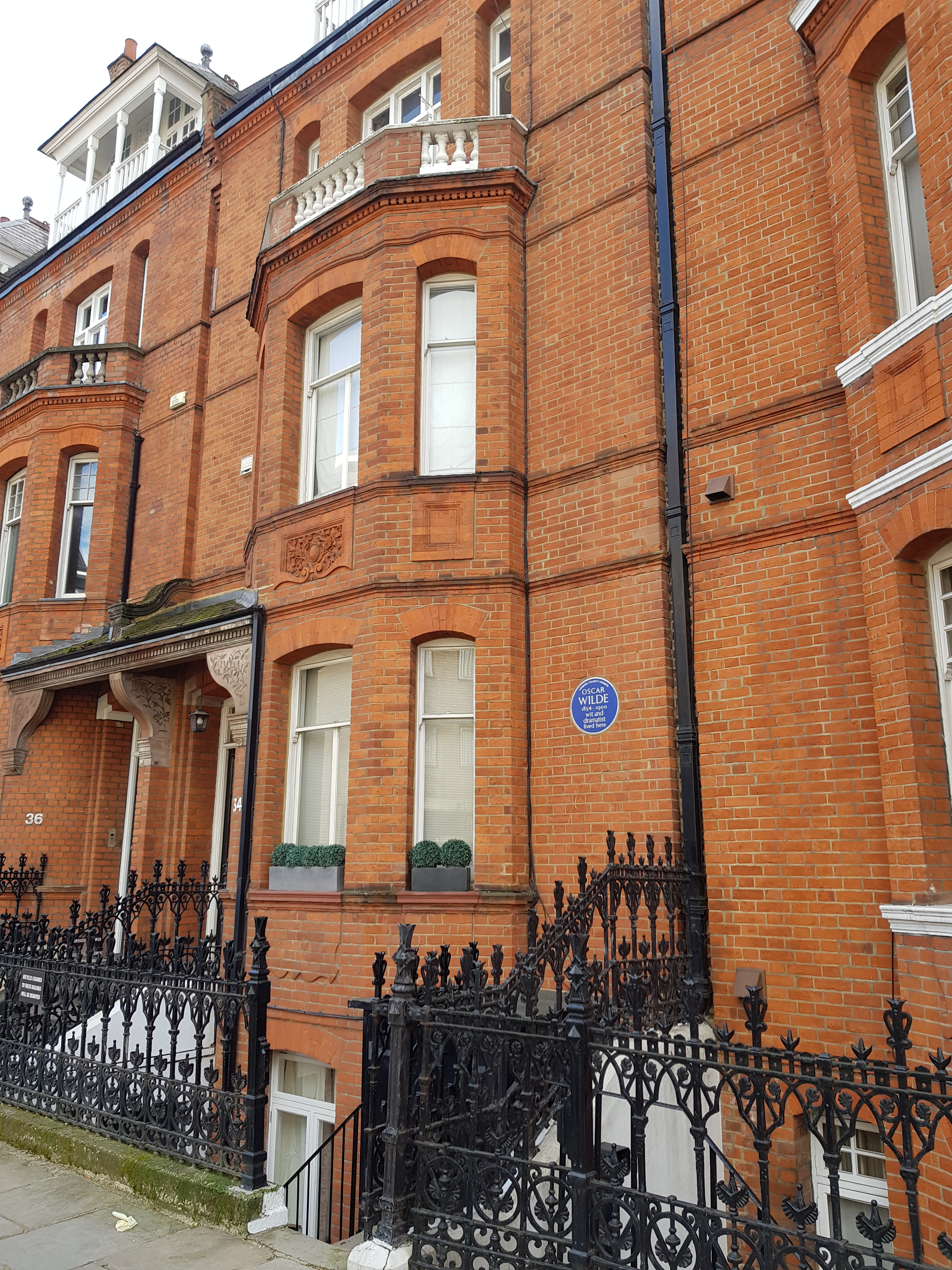
16, Tite Street, Londres.

Quelques mois après leur mariage, les époux Wilde obtiennent le bail du 16, Tite Street, maison qu'ils nomment la « House Beautiful ». Le quartier surplombe les jardins du Victoria Hospital for Children d’un côté, et tourne le dos aux bidonvilles si mal nommés Paradise Walk de l’autre.
Comme leurs voisins et amis Whistler et Miles avant eux, ils engagent l’architecte avant-gardiste à la mode Edward Godwin pour transformer cette maison conventionnelle en briques rouges, avec ses grilles en fer noir et sa porte de commerçant.
Oscar repartant pour une nouvelle tournée de conférences, c'est Constance Lloyd qui s'occupe de la décoration de leur nouvelle maison. La nouvelle décoration contraste par son goût incroyablement épuré avec le style sombre et encombré victorien. L'entrée principale et les murs sont peints en blanc, le revêtement de sol reste pâle et uni. Les portes de séparation intérieure sont remplacées par des rideaux. Les meubles sont peu nombreux et clairsemés, contribuant à une sensation d’espace et de calme. Plutôt que d’afficher des richesses en accumulant quantités d’art et d’objets, les Wilde montrent leur appréciation artistique avec les quelques belles choses qu’ils possèdent.
Dans le salon, une longue bande dorée le long d'un mur réunit la collection de gravures, d'estampes et de dessins d'Oscar en une seule frise. Quelques années plus tard s'ajoutent aux tirages d’artistes contemporains tels que Whistler, Edward Burne-Jones et Walter Crane, des portraits-photos des garçons, Cyril et Vyvyan, et un pastel de Cyril par l’amie et voisine des Wilde, l’artiste Laura Hope. Des plumes de paon sont incrustées dans le plâtre du plafond et deux immenses vases japonais sont placés de part et d'autre de la cheminée. Dans cette même pièce, Whistler peint au plafond des dragons auxquels sont ajoutés des plumes exotiques qu'on presse contre l'enduit. Dans la salle à manger, les murs, les meubles et le tapis sont blancs. Le bureau d'Oscar, à l'avant de la maison, a des murs jaunes et un mobilier en bois rouge. Le fumoir, inspiré par le grand ami de Constance Lloyd le voyageur Walter Harris, est décoré selon le thème « nord-africain » avec un papier-peint rouge foncé et doré élaboré par Morris, des divans bas et des poufs, des lanternes mauresques, des rideaux ornés de perles et des volants treillagés cachant la vue de Paradise Walk. Le frère d'Oscar, Willie Wilde, reconnaît que la « House Beautiful » est « la plus belle maison de Londres ». Douglas Ainslie pense que c'est « la maison la plus charmante dans laquelle il ait jamais été ».
Des personnes très différentes assistent aux réceptions de Mme Oscar Wilde : Henry Irving, Sir William Richmond, Sarah Bernhardt, John Sargent, John Ruskin, Lily Langtry, Mark Twain, Herbert Beerbohm Tree, Robert Browning, Algernon Swinburne, John Bright, Lady de Grey épouse de Frederick William Grey, Ellen Terry, Arthur Balfour, M. et Mme George Alexander, M. et Mme Bram Stoker, Walter Crane, Waldo Story.
Constance Lloyd tient un carnet dans laquelle elle fait signer ses hôtes de marque, en tout soixante-quatre invités triés sur le volet : le poète américain et physicien Oliver Wendell Holmes, évidemment Oscar, Walter Pater et James Whistler, le peintre W. B. Richmond, le critique et poète Theodore Watts, le politicien John Bright, les acteurs Ellen Terry et Henry Irving, les artistes Charles Ricketts, Charles Shannon...
Deux fois par mois, Constance Lloyd organise des réceptions qui se veulent théâtrales, avec des décors et des costumes méticuleusement choisis.

#### Journaliste pour la presse féminine

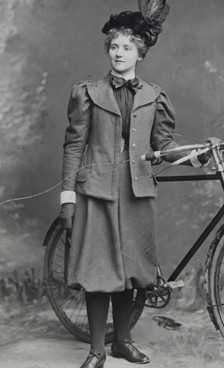
La vicomtesse Florence Harberton, en jupe-culotte.

Peu de temps après son mariage, et grâce à l'influence de son beau-frère Willie, elle devient critique de théâtre au magazine Lady's Pictorial mais ne signe pas ses articles.
Dans la section « Correspondance » de la Pall Mall Gazette du 6 mai 1884, Constance Lloyd répond à une autre correspondante au sujet du vêtement des « dames ». Elle soutient qu' « une jeune femme devrait porter un vêtement bien ajusté à son corps et approprié à ses activités ». Elle ajoute que si certaines personnes ont l'air négligé dans une tenue esthétique, c'est parce qu'elles sont des personnes négligées, et que cet air est toujours préférable à la distorsion hideuse du corps féminin provoqué par « le chapeau haut de forme parisien et la disgracieuse crinolette ». Elle termine : « L'inconvénient de la tenue [des partisanes de la robe rationnelle] n'est pas lié à leur excentricité, mais au soin qu'elles ont d'essayer de donner l'impression que la jupe fendue n'est pas fendue, à cause de l'intolérance du public britannique ».
En mai 1887, Oscar devient rédacteur d'un magazine intitulé The Lady's World : A Magazine of Fashion and Society. Il précise sa ligne éditoriale au directeur de la publication Thomas Wemyss Reid : « Nous devons nous occuper non seulement de ce que portent les femmes, mais également de ce qu'elles pensent et de ce qu'elles ressentent ». Il recrute des écrivains parmi l'intelligentsia féminine de l'époque qu'il invite ou bien recrute aux réceptions de Constance Lloyd : parmi elles la sœur du peintre Walter Sickert, Helena Sickert, écrivain et militante pour les droits des femmes, Mary Braddon l'auteur de Lady Audley's Secret, la poétesse américaine et critique Louise Chandler Moulton, la romancière sud-africaine et militante féministe Olive Schreiner, l'auteure John Strange Winter de son vrai nom Henrietta Eliza Vaughan Stannard. Au mois de novembre, Oscar lance The Lady's World qu'il rebaptise The Woman's World.

À partir du mois d'avril 1888, Constance Lloyd prend la direction de la gazette de la Rational Dress Society. Des dimensions d'un pamphlet, elle est un instrument politique de changement : 
« La Rational Dress Society proteste contre l'introduction de toute mode vestimentaire qui déforme la silhouette, entrave le mouvement du corps ou tend de quelque manière que ce soit à nuire à la santé. Elle proteste contre le port de corsets moulants, de bottes à talons hauts ou à bout étroit... Elle proteste contre les crinolines ou les crinolettes... La totalité des sous-vêtements (sans les chaussures) homologué par la Rational Dress Society, ne dépasse pas sept livres ».
Le mouvement vend des tenues « rationnelles » et produit des patrons en papier, disponibles au dépôt de la société au 23 Mortimer Street. Constance Lloyd est chargée de transformer la gazette en proposition commerciale et de s'assurer une solide base d'abonnés. Elle supervise des articles sur les « dangers de la tenue des femmes », elle débat du terme « robe », elle commande un article sur « Pourquoi les femmes vieillissent rapidement » qui accuse l'inhibition des poumons par un laçage trop serré. Elle rappelle constamment à ses lecteurs les différentes formes de vêtements « rationnels » disponibles, y compris les deux types de jupes-culottes les plus populaires, la Harberton (« qui est étroite... et est entourée par un pli creux étroit ») et la Wilson (« qui est d'environ un mètre et demi de large autour de chaque jambe »). Elle rappelle à ses lectrices les tragédies causées par les « nids-à-feu » que sont les robes à crinoline hautement inflammables.
Le premier article de Constance Lloyd pour The Woman's World est publié en juillet 1888. Celui-ci traite la question de « La tenue des enfants en ce siècle » : elle dénonce les tenues trop compliquées, encombrantes et inconfortables avec lesquelles on habille communément les enfants des années 1880 et souligne que les vêtements simples et amples portés au début du XIXe siècle étaient bien plus « rationnels » quant au confort. Elle promeut également l'usage de la laine, conformément à la théorie du physiologiste Dr Gustav Jaeger selon laquelle la laine laisse mieux respirer la peau. En ce qui concerne les uniformes pour les petits garçons, elle précise qu'« actuellement, c'est la tenue de marin qui prédomine, et c'est une tenue très adaptée. Le sous-gilet en laine, le chemisier bleu pour l'hiver, le blanc pour l'été, et le pantalon en serge bleue sont de très bonnes tenues pour un garçon. Il est chaudement vêtu et ses membres sont libres de mouvement ». Pour les filles, Constance Lloyd recommande le costume présenté par la Rational Dress Society qui consiste en « des combinaisons de laine... des bas de laine maintenus par des bretelles fixées sur les baleines, une jupe fendue soit boutonnée sur les baleines, soit confectionnée avec un corsage princesse, et une blouse à smocks ». Son deuxième et dernier article pour le magazine porte sur l'histoire des manchons.

#### Autrice de contes pour enfants

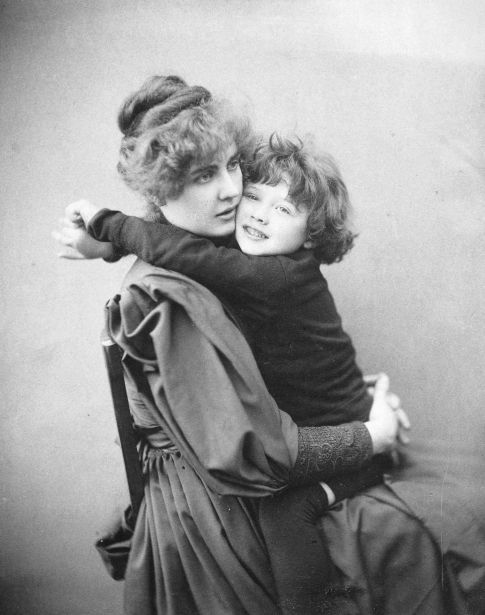
Constance Lloyd et Cyril photographiés en 1889 par Henry Herschel Hay Cameron.

Constance Lloyd réfléchit à écrire un roman, dont elle parle à son frère Otho. Elle est approchée pour écrire une histoire pour enfants pour The Bairn's Annual, une publication éditée par Leadenhall Press et dirigée par l'écrivain Alice Corkran, dont la sœur, Henriette, avait peint le portrait de Constance Lloyd deux ans plus tôt. « Was It a Dream ? » est publié en novembre 1887 : un éventail japonais décoré d'une cigogne, suspendu dans une nurserie, voit sa cigogne animée par un ange, venu dans la nuit accorder de beaux rêves aux deux enfants de la nurserie. La petite cigogne se plaint à l'ange : « Je suis attaché ici pour toujours... J'aimerais tellement revoir la chère maison où je suis né, et la femme qui m'a été donnée, et les petits qui sont venus après mon départ, et que je n'ai jamais vus ! ». Grâce à une plume magique détachée des ailes de l'ange, la cigogne peut retrouver sa famille au Japon, à condition d'être rentrée avant le réveil des enfants. La cigogne vole jusqu'à l'atelier japonais dans lequel elle a été peinte et retrouve sa femme et ses enfants peints sur un autre éventail. Une petite fille japonaise la convainc de retourner en Angleterre pour qu'elle ramène au Japon les deux enfants de la nurserie, afin qu'elle puisse jouer avec eux. Cependant, à son retour, la magie s'arrête, et la cigogne retrouve sa place sur l'éventail. La petite fille du conte s'appelle Dorothy, du nom de la fille de son ami le peintre Mortimer Menpes.
Grâce au succès de « Was It a Dream ? », Constance Lloyd écrit ensuite un livre entier de contes, intitulé There Was Once, édité par Ernest Nister. Elle réécrit une série de célèbres contes traditionnels : Le Petit Chaperon Rouge, Le Chat Botté, Cendrillon, Jack le tueur de géants, et Les Trois Ours. Elle entame son recueil par une dédicace à sa grand-mère maternelle, Mary Hare Atkinson : « Il était une fois, mes enfants, une petite fille qui aimait embêter sa grand-mère pour qu'elle lui raconte des histoires. Elle n'était pas une grand-mère féerique, mais elle pouvait raconter de belles histoires de fées. La petite fille est grande maintenant, et la chère grand-mère est partie, mais il y a encore des enfants qui aiment les vieux contes de fées, alors la petite fille les a écrits pour vous comme on les lui a racontés » .
Constance Lloyd travaille avec Ernest Nister jusqu'en 1895. Elle réécrit Jack et le Haricot Magique pour Favourite Nursery Stories et A Long Time Ago. Elle écrit une histoire intitulée « La petite hirondelle » pour A Dandy Chair. Elle écrit deux contes, dont un intitulé « Lointain Japon » pour la publication périodique Cosy Corner Stories en 1895. Ce dernier conte raconte l'histoire d'une petite fille appelée Isola qui reçoit pour son anniversaire deux cadeaux venus du Japon : une poupée de petite fille japonaise appelée Ai et un éventail représentant un paysage. Dans ses rêves, elle devient Ai dans son jardin, mais lorsqu'elle franchit un pont et dépasse le paysage peint sur l'éventail, elle tombe dans le vide et se réveille dans son lit, sa poupée dans les bras.
En juin 1888, les Wilde sont présentés comme un « couple littéraire » au rassemblement de la « Société littéraire et artistique » à la Royal Institute Gallery.

En 1892, avant le projet Oscariana, elle propose à son frère Otho de collaborer sur un livre structuré autour de lettres entre « un fiancé et une fiancée... ou un mari et sa femme, ou un frère et une sœur », mais le projet ne prend pas forme. Une fois Oscariana publié à la fin de l'été 1894, elle veut relancer le projet littéraire autour des lettres proposé deux ans plus tôt. Oscar lui suggère de baser l'histoire sur deux personnes découvrant qu'elles se sont engagées à épouser la mauvaise personne. Elle explique à Otho :
« Ce doit être une intrigue plutôt légère. Un homme et une femme, fiancés chacun à un ami de l'autre, s'écrivent pour se féliciter, ils ne se sont jamais rencontrés. Ces deux premières lettres doivent se croiser, puis chacun doit s'écrire à nouveau, s'intéressant à l'autre, décrivant peut-être leur lieu de séjour. Vous pourrez décrire Pise, moi Worthing et ainsi nous tomberions peu à peu amoureux l'un de l'autre et nous proposerions enfin de rompre nos fiançailles et de nous marier. Nous sommes censés ne jamais nous être rencontrés et suggérer un lieu de rendez-vous, puis les deux dernières lettres doivent également se croiser, chacune disant à l'autre qu'il ou elle s'est réconcilié(e) à son fiancé et à sa fiancée et va se marier, en espérant que l'autre ne le prenne pas trop mal. Je pense que nous pourrions écrire de cette façon un charmant petit livre... Je vous propose, puisque vous avez beaucoup plus d'esprit que moi, d'écrire des lettres plus humoristiques et que j'en écrive de très sérieuses sur des livres que j'aurais lus. Ce serait des livres imaginaires, pas des livres réels et je pense que nous devrions manquer chacun l'essentiel des lettres de l'autre ».

#### Militante politique

##### Pacifisme
Le 16 avril 1888, elle assiste à une « conférence de dames » à Victoria organisée par le Women's Committee of the International Arbitration and Peace Association. Constance Lloyd prononce un discours dans lequel elle offre un certain nombre de suggestions pratiques aux épouses, aux mères et aux maîtresses d'école. Sa thèse est que la guerre peut être évitée et la paix promue si elle est inculquée le plus tôt possible. Plus important encore, elle estime que dans le cadre de leur scolarité, les enfants doivent être davantage confrontés « aux grandes questions internationales de l'époque ».

##### Féminisme

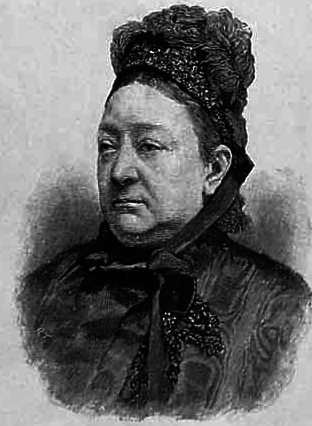
Margaret, Lady Sandhurst, élue au London County Council en 1889.

Constance Lloyd, en s'opposant au costume féminin victorien, s'inscrit dans la lignée des féministes suffragettes du dernier quart du XIXe siècle. Le corset cause de graves problèmes de santé : il écrase les organes, déforme les côtes et les muscles et créé des lésions chroniques à la colonne vertébrale. Les longues jupes encombrantes empêchent les femmes de se mouvoir facilement. Le costume « esthétique » et « hygiénique » prôné par Constance Lloyd est donc partie intégrante de son combat pour l'émancipation des femmes. Elle porte quelques fois une jupe fendue, forme très précoce et osée de pantalon large, offrant aux femmes une liberté de mouvement sans précédent. En février 1887, Constance Lloyd préside une réunion du Rational Dress Movement au Westminster Town Hall, uniquement réservée aux femmes. Elle prononce un discours d'introduction. La vicomtesse Harberton prononce un discours, puis un certain nombre de femmes dont Constance Lloyd font la démonstration portée d'une jupe-culotte.
Le 16 avril 1888 également, la branche de Marylebone de l'Association libérale des femmes tient une réunion politique au domicile de M. et Mme Blyth à Portland Place. Oscar et Constance Lloyd sont présents. Le libéral Gladstone intéresse grandement Constance Lloyd : il est non seulement partisan des droits des femmes, mais sa femme Catherine est en train d'organiser les associations régionales des Femmes libérales, dont Constance Lloyd est membre dans la branche de Chelsea, sous une bannière nationale : la Fédération libérale des femmes.
Le 28 avril 1888, Constance Lloyd et Oscar se rendent à une « discussion politique » au 125 Queen's Gate, South Kensington, chez M. et Mme Charles Hancock. Cette fois, c'est Mme Gladstone qui est à l'origine de l'invitation à rencontrer « des travailleurs et des amis animés par la cause libérale », sous les auspices de la Women's Liberal Association de South Kensington. Est présente à l'événement Lady Sandhurst, membre active des Women's Liberal Associations, puis de la Fédération libérale des femmes, et chef de la branche de Marylebone de la WLA.
Son amitié avec Margaret Sandhurst conduit Constance Lloyd à jouer un rôle déterminant dans l'élection de la première femme au London County Council. Depuis 1870, les femmes peuvent siéger au London School Board, mais pas voter, l'idée de femmes au Parlement est presque inconcevable. En 1888, cependant, une nouvelle loi sur le gouvernement local offre la possibilité d'une représentation féminine au moins à ce niveau. Avec ce Local Government Act, le corps électoral est composé de tous les occupants et propriétaires fonciers de l'arrondissement concerné pouvant voter pour la liste parlementaire, auxquels sont ajoutés les pairs et les femmes occupants et contribuables mais n'ayant pas le droit de voter pour les membres du Parlement. Avec certaines femmes en mesure de voter, la presse soulève rapidement la question de candidates féminines, d'autant que la loi n'indique pas expressément que les candidats doivent être des hommes. La comtesse Aberdeen créé une société pour la promotion du retour des femmes en tant que conseillères de comté et commence à rechercher des candidates potentiels : à Londres, Jane Cobden, la fille du politicien et homme d'affaires Richard Cobden, la propriétaire du théâtre Old Vic, Emma Cons, et Lady Sandhurst pour Brixton. Constance prend une part considérable dans la campagne de Lady Sandhurst grâce à son réseau de relations politiques et au relais que représente The Woman's World. Constance Lloyd est persuadée qu'elles sont sur le point d'entrer dans l'histoire politique : « Lady Sandhurst a été informée que si sa nomination était acceptée... elle serait élue à une large majorité », Constance Lloyd informe sa collègue Charlotte Stopes, une écrivaine très intéressée par la question du suffrage féminin et la mère de la pionnière de la contraception Marie Stopes. En janvier 1889, Lady Sandhurst est élue à Brixton avec 1 900 voix. Les autres candidates remportent également leurs sièges de conseillères. L'un des candidats qui se sont présentés face à Lady Sandhurst conteste son élection. M. Charles Beresford Hope, candidat modéré, porte l'affaire devant la Haute Cour. En mars 1889, l'élection de Lady Sandhurst est invalidée, malgré la formulation ambiguë de la loi sur les gouvernements locaux : on estime que, si les femmes avaient pu être élues, cette possibilité aurait été clairement indiquée. En juin, après un appel infructueux, Lady Sandhurst perd son siège, repris par M. Beresford Hope. Cobden et Cons sont techniquement également élues illégalement et, en vertu de la législation, encourent une amende de £50 chaque fois qu'elles veulent agir comme conseillères de comté. Il leur est donc conseillé d'assister aux réunions mais de s'abstenir de voter. Aux prochaines élections du County Council en 1892, aucune femme ne se présente.
En mars 1891, Constance Lloyd, Lady Haberton, Lady Sandhurst et quelques autres de ses amies radicales, annoncent leurs intentions de fonder un nouveau club réservé aux femmes dans une série d'annonces destinées à recruter des membres potentiels. L'annonce du Woman's Herald proclame : « La création d'un club de dames est envisagée en vue de promouvoir tous les mouvements consacrés à l'émancipation et l'accomplissement des femmes. Nous pensons qu'un tel club... comblerait un besoin généralement ressenti par les femmes intellectuelles, et leur fournirait un lieu de rendez-vous. Les mouvements nombreux et variés pour améliorer et faire progresser les œuvres des femmes souffrent d'un manque d'esprit de corps ». Le club, initialement nommé le Century Club, est inauguré lancé sous le nom de Pioneer Club et ouvre ses portes à Regent Street. Il se retrouve rapidement mêlé à une controverse : les membres du Pioneer Club se brouillent avec leurs sœurs du New Somerville Club lorsque ces dernières les qualifient de « propagandistes politiques ». Un an plus tard, le club compte suffisamment de membres pour déménager dans des locaux plus grands à Cork Street.
Le 21 juin 1889, Constance Lloyd assiste à Mortimer Street à l’ouverture du nouveau restaurant Dorothy réservé aux femmes, dirigé par Mme Cooper-Oakley, une des principales féministes de Londres. Sa porte donne directement sur la rue et s'ouvre à toutes les catégories de femmes, des vendeuses aux duchesses, offrant des repas complets et bon marché.

##### Radicalisme
Cunninghame Graham est un député écossais libéral élu lors de l'élection générale de 1886. Il appelle à l'abolition de la Chambre des lords, au suffrage universel, à la nationalisation généralisée de l'exploitation minière et de l'industrie, à la séparation de l'Église d'Angleterre et de l'Etat, et à l'auto-gouvernance de l'Écosse. Le 13 novembre 1887, des manifestants favorables à l'Irish Home Rule avaient défilé sur Trafalgar Square. Plusieurs radicaux britanniques, dont Cunninghame Graham, rejoignent la manifestation et se retrouvent au cœur de ce qui deviendra le « Dimanche Sanglant ». Alors que la manifestation commence à se transformer en émeute, la police et l'armée britanniques présentes font plus d'une centaine de victimes. Cunninghame Graham lui-même est sévèrement battu, arrêté et emmené à Bow Street. Le 30 novembre 1887 Cunninghame Graham est jugé aux côtés d'un M. John Burns pour leur implication dans l'émeute. Constance Lloyd est l'une des trois femmes qui assistent au procès en signe de soutien, aux côtés de Mme Graham et Mme Ashton Dilke.
Le 1er septembre 1889, dix mille dockers, en grève depuis déjà quinze jours, manifestent à Hyde Park. Constance Lloyd pousse Oscar à l'accompagner à la manifestation, où elle repère notamment Robert Cunninghame Graham parmi la foule d'ouvriers. Deux semaines plus tard, après un mois de grève, les employeurs des dockers cèdent à leurs revendications : ils obtiennent un nouveau taux de rémunération de 6 pennys de l'heure et une période d'embauche d'au moins quatre heures.
Constance Lloyd écrit à Lady Mount-Temple : « M. Gurney dit que les premiers chrétiens n'avaient pas tous leurs biens en commun et que le projet du socialisme est mauvais, mais je suis tout à fait sûre que c'est la façon dont nous vivons maintenant qui est mauvaise ».

##### Autonomisme irlandais
Gladstone est également un ardent partisan de l'auto-gouvernance de l'Irlande, cause à laquelle Constance Lloyd souscrit. Lors de la conférence annuelle de la Women's Liberal Federation en 1889, Constance Lloyd se prononce sur la question de l'autonomie irlandaise et souligne « que les nations autonomes n'ont pas l'habitude de tolérer des attaques en leur sein ». Elle est convaincue que « si le Home Rule est appliqué, loin d'aider ou d'encourager toute conspiration étrangère contre nous, notre pays frère se montrerait notre meilleur ami et notre digue contre une invasion occidentale ».

##### Socialisme chrétien
Constance Lloyd est membre inscrite de l'Union chrétienne-sociale, une organisation qui cherche à trouver des moyens d'appliquer « les principes du christianisme aux difficultés sociales et économiques du temps présent ». Lilley est un associé du très en vue révérend Eyton, recteur de l'église Holy Trinity à Upper Chelsea. Les deux hommes sont des radicaux et des réformateurs. Le recteur avertit sa congrégation qu'elle doit être prête à être « dérangée par la déraison des hommes et attristée par la détresse humaine ». Son protégé Lilley considère le christianisme comme une force pour un changement politique plus large. Dans sa conférence sur « Démocratie et gouvernement », il fait de Dieu, à l'œuvre dans le nouveau paysage démocratique émergent, le champion et le sauveur du travailleur qui trouve enfin sa voix. Lilley occupe une place assez importante dans la correspondance de Constance Lloyd à partir de 1894, et il semble qu'une très forte amitié se développe entre eux.

#### Mondaine

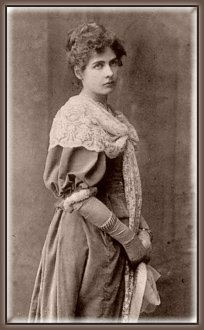
Constance Lloyd âgée de 34 ans, en 1892.

Constance Lloyd entre dans le très à la mode Albemarle Club, dont Oscar est déjà membre. Constance Lloyd s'y rend régulièrement et y dîne souvent avec Oscar. Elle s'implique dans d'autres aspects de la vie du club comme en 1890, lorsque l'Albermale s'agrandit avec le rachat du Pulteney Hotel voisin et qu'elle est engagée comme architecte d'intérieur pour aménager le nouveau club house.
En mai 1886, Edward Godwin met en scène une réinterprétationn de Héléna en Troade de Sophocle, composée à la fois d'acteurs professionnels et d'amateurs choisis dans son cercle d'amis, parmi lesquels Louise Jopling. Constance Lloyd campe le rôle d'une des deux servantes d'Hélène, interprétée par Alma Murray. La pièce est jouée au cirque Hengler de Londres pour six soirées, et compte dans son auditoire le prince de Galles.
Elle est une habituée du Lyceum où elle assiste aux représentations de Irving et Ellen Terry, dînant souvent avec eux après les spectacles, enchantée par Terry dont elle devient une bonne amie.
Elle se passionne pour le célèbre violoniste virtuose espagnol Pablo de Sarasate. Constance Lloyd et Marie Corelli se font un devoir d'assister aux soirées et aux réceptions où il est susceptible de jouer, et Constance Lloyd se rend probablement chez Corelli pour le rencontrer en personne.

#### Philanthrope
Margaret Sandhurst possède sa propre maison pour enfants malades à Marylebone Road, et sous son influence, Constance Lloyd est recrutée pour diverses activités de collecte de fonds.
En 1892, sur les conseils de son amie Lady Mount-Temple, Constance Lloyd commence à rendre visite aux habitants défavorisés de Paradise Walk. Les habitants de ce quartier frappent régulièrement à la porte de Tite Street, ce qui mortifie Cyril et Vyvyan, terrifiés par les gamins rôdant dans les bidonvilles.

### Intérêt pour la spiritualité et l'occultisme

#### Société de Théosophie
Mme Blavatsky acquiert une immense renommée en devenant l'une des fondatrices de la Société Théosophique. Cette société, créée à New York au milieu des années 1870, dans le but d'étudier et d'investiguer l'activité spirituelle, devient un phénomène dans tout le monde occidental. Au cœur même de la théosophie se trouve le concept selon lequel le monde matériel ne peut être séparé de sa contrepartie spirituelle. Ce schéma alternatif de cosmogonie est basé sur l'idée d'un flux constant et d'une relation entre les dimensions matérielles et spirituelles. L'introduction de Constance Lloyd à la théosophie s'explique par l'amitié de Speranza avec Anna Kingsford. Cette dernière a, au début des années 1880, des révélations mystiques qui forment la base d'abord d'une série de conférences, puis de ce qui devient un ouvrage mystique populaire expliquant les mystères les plus profonds de la religion : The Perfect Way, or The Finding of Christ. L'interprétation de la théosophie de Kingsford est basée sur les traditions spirituelles développées en Occident, également connues sous le nom d'hermétisme, comprenant l'alchimie, l'herboristerie, les disciplines du tarot et l'astrologie. Enracinée dans l'antiquité occidentale et dans les anciens systèmes de croyances helléniques et égyptiens, la tradition occidentale s'étend également au rosicrucianisme. En 1883, Kingsford devient présidente de la British Theosophical Society. En juillet 1884, Constance Lloyd assiste à la réunion de la Société Théosophique de Londres sur son invitation.

#### Golden Dawn

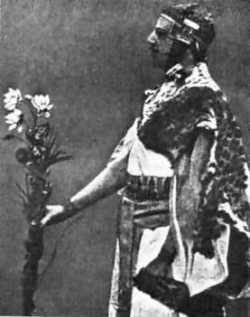
Mathers, en costume égyptien, accomplissant un rituel à la Golden Dawn.

La Golden Dawn a pour intention de faire revivre d'anciens rituels magiques censés déchiffrer des vérités et déclencher des expériences spirituelles à ses membres. Les fondateurs de cette entreprise extraordinaire sont Mathers, Westcott et Woodman. En 1887, Westcott prend possession de manuscrits chiffrés prétendument anciens et réussit à suffisamment les traduire pour révéler les grandes lignes de cinq anciens rituels mystiques. Les rituels réactualisés par Mathers sont au cœur de l'Ordre. Mathers, Westcott et Woodman sont les chefs du Temple. La Golden Dawn née officiellement en mars 1888 et de nombreux membres du groupe de Kingsford, dont Constance Lloyd, rejoignent la nouvelle société. Les candidats doivent promettre qu'ils ont plus de vingt et un ans, qu'ils garderont secrète l'existence de l'Ordre et qu'ils étudieront l'Occultisme avec zèle. Ils doivent fournir leur adresse et une devise latine, qui devient leur nom au sein de l'Ordre. Constance Lloyd choisit « Qui Patitur Vincit » (« Qui endure gagne »). L'initiation de Constance Lloyd a lieu le 13 novembre 1888, aux côtés d'Anna, comtesse de Brémont, à Mark Masons' Hall, une grande institution maçonique à St James's. Constance Lloyd est si nerveuse qu'elle tremble de tous ses membres, ses mains sont comme des blocs de glace et « ses beaux yeux pleins de larmes ». La Golden Dawn est structurée autour de trois étapes clés par lesquelles les membres doivent passer. Le premier d'entre eux est l'Ordre extérieur de l'Ordre, qui comprend un rang d'initié ou de Néophyte, suivi de quatre autres grades de réussite. Pour passer d'un grade à l'autre, les membres doivent étudier et réussir des examens qui testent leur connaissance des langues anciennes telles que l'hébreu, les rituels clés de leur grade et les théories fondamentales sur lesquelles reposent les croyances de l'Ordre. Après avoir étudié et passé des examens cruciaux, le Néophyte peut passer au rang Zelator, puis par les grades Theoricus et Practicus jusqu'au rang le plus élevé de Philosophicus. Une fois que l'on atteint le statut de Philosophicus, on peut être initié au Second Ordre, composé de trois autres grades d'Adeptat. Les Adeptes peuvent donner des cours aux membres de l'Ordre extérieur et établir des temples. Le troisième et plus haut Ordre de la Golden Dawn a trois autres grades : Magister Templi, Magus et Ipsissimus, réservés aux êtres du plan astral.
La comtesse de Brémont pense que Constance Lloyd feint son attrait pour l'occultisme et ne rejoint la Golden Dawn qu'afin de transmettre à Oscar l'objet des rituels. Il paraît peu probable que Constance Lloyd consacre autant d'heures d'étude juste pour la curiosité d'Oscar. Au cours des douze mois suivants, elle acquiert une connaissance pratique de l'hébreu, se familiarise avec les symboles alchimiques et kabbalistiques, saisit l'essentiel de l'astrologie et de la divination, apprend les mystères du tarot et étudie la signification des rituels accomplis par la Golden Dawn (et les mémorise). En novembre 1889, elle atteint le statut de Philosophicus. Cependant elle ne cherche pas à entrer dans le Second Ordre. La liste des membres de la Golden Dawn note qu'en novembre 1889, sa souscription est « en suspens avec la sympathie des chefs ». Les malheurs qui frappent Constance Lloyd et Oscar au cours de la prochaine décennie sont attribués par de nombreux membres de l'Ordre « à la rupture de sa promesse ».

#### Society for Psychical Research et vie après la mort
Constance Lloyd rencontre l'un des fondateurs de la Society for Psychical Research, Frederic Myers, à Baccacombe Cliff. Ils deviennent rapidement amis, correspondent et se voient régulièrement. Il l'encourage à rejoindre sa société en tant qu'associée en 1892. En 1894, elle en est membre à part entière et en fait la promotion à de ses amis. L'objectif de la société est d'étudier d'un point de vue scientifique les phénomènes paranormaux. Constance Lloyd croit en une vie après la mort. Sa grande amie Lady Mount-Temple espère apporter la preuve d'une vie après la mort dans une expérience avec Myers : elle lui donne des mots ou des phrases spécifiques qui, s'ils sont reçus après sa mort par un médium, indiqueraient une existence spirituelle.
Constance Lloyd s'abonne à Borderland, une publication lancée par le journaliste pionnier et ancien rédacteur en chef de la Pall Mall Gazette William Thomas Stead, qui publie des histoires de fantômes et de phénomènes d'un autre monde. Elle adore cette publication et la prête avec délectation à ses amis.
En 1893, elle passe quelque temps à Leighton Buzzard avec la médium Sarah Wagstaff, une homéopathe et voyante ayant déjà soigné John Ruskin et Lady Mount-Temple. À la fin de l'année, Constance Lloyd attribue le bon comportement (passager) d'Oscar à des forces surnaturelles : Oscar aurait reçu en séance la visite de son père, qui l'aurait incité à changer d'attitude. Avec ses amis, elle a l'habitude de faire tourner les tables pour communiquer avec les esprits.

#### Christianisme
En juin 1889, Constance Lloyd lit Golden Thoughts de J. H. Shorthouse, inspiré par les écrits du « guide spirituel » et « quiétiste » du XVIIe siècle Miguel de Molinos : livre qui invite à la contemplation intérieure, à la méditation et à la réflexion comme moyen d'atteindre un niveau de compréhension supérieure.
Durant les années 1890, Constance Lloyd s'intéresse au christianisme social et devient, selon Le Gallienne, « fanatique ». Le regain d'intérêt de Constance Lloyd pour le christianisme est d'abord provoqué par les travaux du professeur Henry Drummond, dont les écrits tentent de réconcilier la croyance en Dieu et le darwinisme. Lady Mount-Temple, la belle-fille de Lord Palmerston et épouse du défunt William Francis Cowper-Temple, homme d'État et philanthrope du parti whig, encourage l'intérêt pour le christianisme de son amie Constance Lloyd. Elles tiennent à communier ensemble, un rituel qu'elles nomment dans leur propre langage secret leur « rendez-vous galant ». Elles lisent ensemble Thomas a Kempis et l'Evangile apocryphe de saint Pierre, découvert quelques années plus tôt en 1886. Elles parcourent Dante et appliquent dans leur vie de tous les jours les leçons de morale qu'elles y trouvent. Constance Lloyd se rend à l'église tous les jours sans faute et prend des notes sur les sermons qui lui plaisent particulièrement.
Constance Lloyd est intriguée par le concept de vie utopique, bonne, morale et utile. Georgina lui raconte l'histoire de ses amies Laurence et Alice Oliphant, des victoriennes britanniques ayant tout abandonné pour rejoindre la communauté utopique fondée aux États-Unis par l'Américain Thomas Lake Harris. Constance Lloyd répond qu'elle aurait aimé rejoindre une telle communauté.
Constance Lloyd est anglicane de la High-Church, mais est tentée par le catholicisme, tout comme son mari et de nombreux autres membres du courant esthétique de l'époque. Oscar pense que Constance Lloyd ne doit pas devenir catholique pour préserver l'avenir de leurs fils, car aucun garçon catholique n'est autorisé à aller à Eton ou à prendre une bourse à l'université. Elle va parfois à l'Oratoire et brûle des cierges à l'autel de la Vierge.

### Eloignement progressif d'Oscar

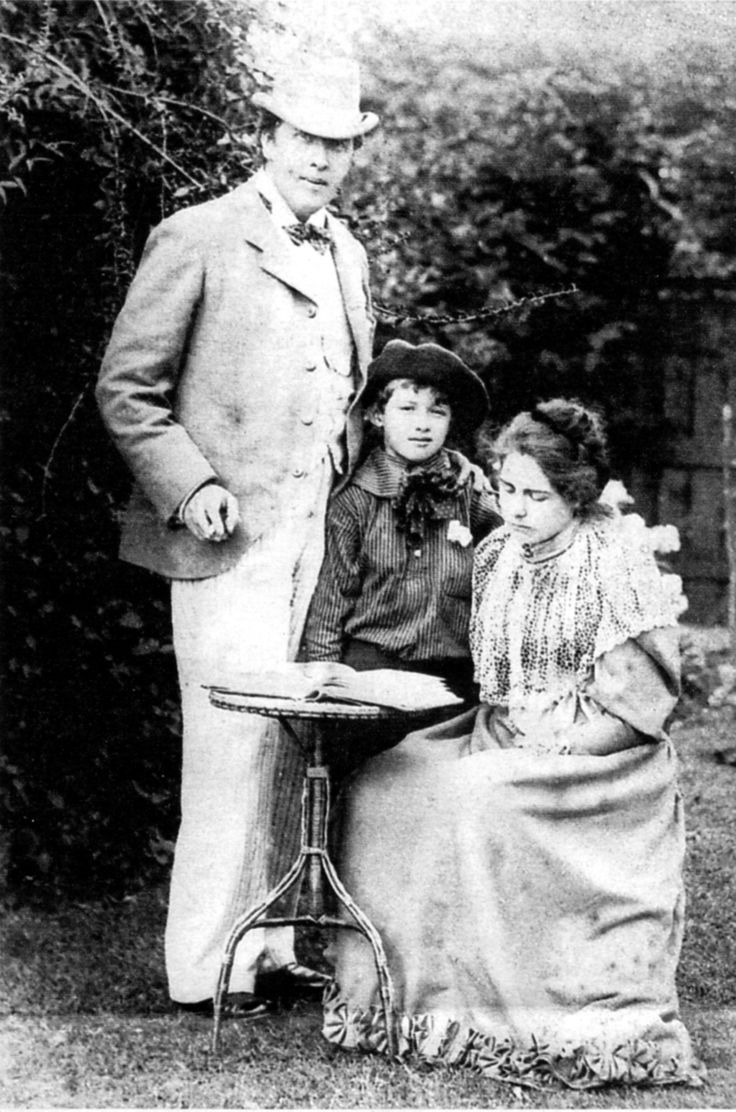
Constance Lloyd, Oscar et Cyril en vacances à Cromer, durant l'été 1892. Alfred Douglas s'invite dans ces vacances familiales sans que Constance Lloyd ne s'en inquiète.

#### Ignorant l'homosexualité de son mari
Entre 1887 et fin 1889, Oscar compte parmi ses conquêtes : l'artiste Graham Robertson, l'acteur Harry Melvill, le clerc Fred Althaus, le jeune dramaturge américain Clyde Fitch et le très bel écrivain John Gray dont il utilise le nom pour le personnage principal de son premier roman. Un jour de 1889, Constance Lloyd accueille Raffalovich à Tite Street et lui dit : « Oscar vous aime tellement. Il dit que vous avez de grandes discussions inappropriées tous les deux ». Marc André Raffalovich est consterné par ce commentaire et jure de ne plus jamais parler à Oscar « sans témoins », de peur que sa réputation pâtisse de celle d'Oscar. Pourtant, une fois de plus, Constance Lloyd soupçonne Oscar d'être tombé sous le charme d'une autre femme, cette fois une certaine Bibidie Leonard. En juin 1891, Oscar et Constance Lloyd rencontrent Lord Alfred Douglas.
Les lettres de Constance Lloyd à Georgina Mount-Temple révèlent sa jalousie croissante, « presque la plus grande, sinon la plus grande » des « faiblesses d'âme » de Constance Lloyd, un aspect de son caractère contre lequel elle est en « guerre constante ». Elle commence à discuter de cet aspect de son mariage avec son amie proche Bertha Lathbury, épouse du rédacteur en chef du Guardian Daniel Lathbury, à qui Constance Lloyd rend régulièrement visite dans leur maison de Witley dans le Surrey. En 1892 elle écrit à Georgina Mount-Temple :
« Ma chère, je pense depuis des années à cette terrible passion qu'est la jalousie, et je suis bien certaine que Mme Lathbury a raison quand elle dit que la seule façon de la vaincre est d'aimer plus intensément : l'amour engloutira jusqu'aux affres de la jalousie. Si l'on est jalouse, c'est bien parce qu'on croit possible que son mari en aime une autre davantage, et le seul moyen de vaincre la jalousie est de l'aimer lui davantage, et de lui faire sentir que personne d'autre ne l'aime autant. Il est relativement facile de vaincre la jalousie quand on a droit au meilleur amour. On peut l'exiger, et l'exiger par la puissance de l'amour... La jalousie n'est pas autre chose qu'un péché, puisque l'envie est sa racine. Quand je suis jalouse de mes amis, ce n'est pas tant pour qu'ils m'aiment davantage, mais pour qu'ils aiment moins quelqu'un d'autre, car je n'ai jamais beaucoup confiance en ma faculté de recevoir de l'amour, et je sais qu'inconsciemment je m'en remets vraiment à ça. Et c'est sûrement dans cet instant que l'amour est une grande aide dans cette lutte ».
Sa lettre suggère qu'Oscar est contraint de trouver ailleurs du réconfort sexuel parce qu'elle-même ne peut plus le lui fournir : « Je ne suis pas jalouse quand je sais que la personne dont je suis jalouse occupe une place que je ne peux pas occuper... quand on réalise que, si cette place n'est pas remplie, le bonheur de ceux que nous aimons en pâtit, alors l'amour vraiment désintéressé apparaît ».

#### Vies séparées
Constance Lloyd souffre de la réputation de son mari, surtout lorsqu'elle atteint ses enfants. Le journaliste et écrivain Herbert Vivian publie en 1889 des mémoires intitulés Reminiscences of a Short Life, publiés par la suite en feuilleton dans le Sun. Hervert Vivian affirme qu'Oscar l'a encouragé à écrire ces mémoires, mais à la grande horreur d'Oscar et de Constance Lloyd, ils y découvrent certains détails très personnels de leur vie de famille. Vivian raconte qu'Oscar a recouvert les murs de la nurserie de Tite Street de textes sur le lever matinal et la mollasserie, et que le petit Cyril a déconcerté sa famille un matin en annonçant qu'il n'avait plus l'intention de dire ses prières. L'histoire bouleverse énormément Constance Lloyd car Cyril est présenté comme l'héritier des vices attribués à son père. Oscar écrit à Vivian : « Il m'est arrivé, dans un moment que je regrette beaucoup, de vous raconter l'histoire d'un petit garçon. Sans me demander la permission, vous publiez ceci dans un journal vulgaire et sous une forme vulgaire, inexacte et offensante, au grand chagrin de ma femme, qui naturellement ne souhaite pas voir ses enfants exposés dans le but d'amuser des personnes grossières ».
Cyril et Vyvyan semblent avoir eu conscience de la détresse de leur mère. Ainsi, la diva d'opéra Nellie Melba raconte qu'Oscar avertit un jour ses garçons que des choses terribles arrivent aux vilains garçons qui font pleurer leur mère. L'un d'eux demande ce qui arrive alors aux méchants pères, dehors jusqu'au petit matin, qui font pleurer encore davantage leur mère.
Constance Lloyd se console grâce à sa très vive amitié pour Georgina, Lady Mount-Temple, qu'elle appelle « mère », « santissima madre », « madre dolorosa » ou « darling Ani ». Elle s'entoure également des quelques peintres encore vivants du mouvement préraphaélite. Pendant qu'Oscar profite de la compagnie d'un groupe d'hommes plus jeunes, Constance Lloyd se lie d'amitié avec des personnes plus âgées. Elle se rend à Little Holland House, la maison de Kensington du peintre George Frederic Watts, tout au long de l'année 1892. Là-bas, elle socialise avec Henry Herschel Hay Cameron, le fils de la photographe préraphaélite Julia Margaret Cameron.
C'est peut-être l'amitié de Constance Lloyd pour Cameron qui la pousse à commencer la photographie en 1893. Au début de l'année, elle emmène en Italie un appareil photo Kodak et commence à tout photographier. Kodak commercialise alors pour la première fois en 1890 un appareil photo portable pour pellicules, et l'année suivante, développe des cassettes de films au format lumière du jour, idéal pour les touristes qui ne peuvent pas accéder à une chambre noire. Elle ne se contente pas de photographier les bâtiments, elle photographie également une partie de l'art qui l'entoure, tout en explorant son propre talent artistique.

#### Rivalité avec Lord Alfred Douglas

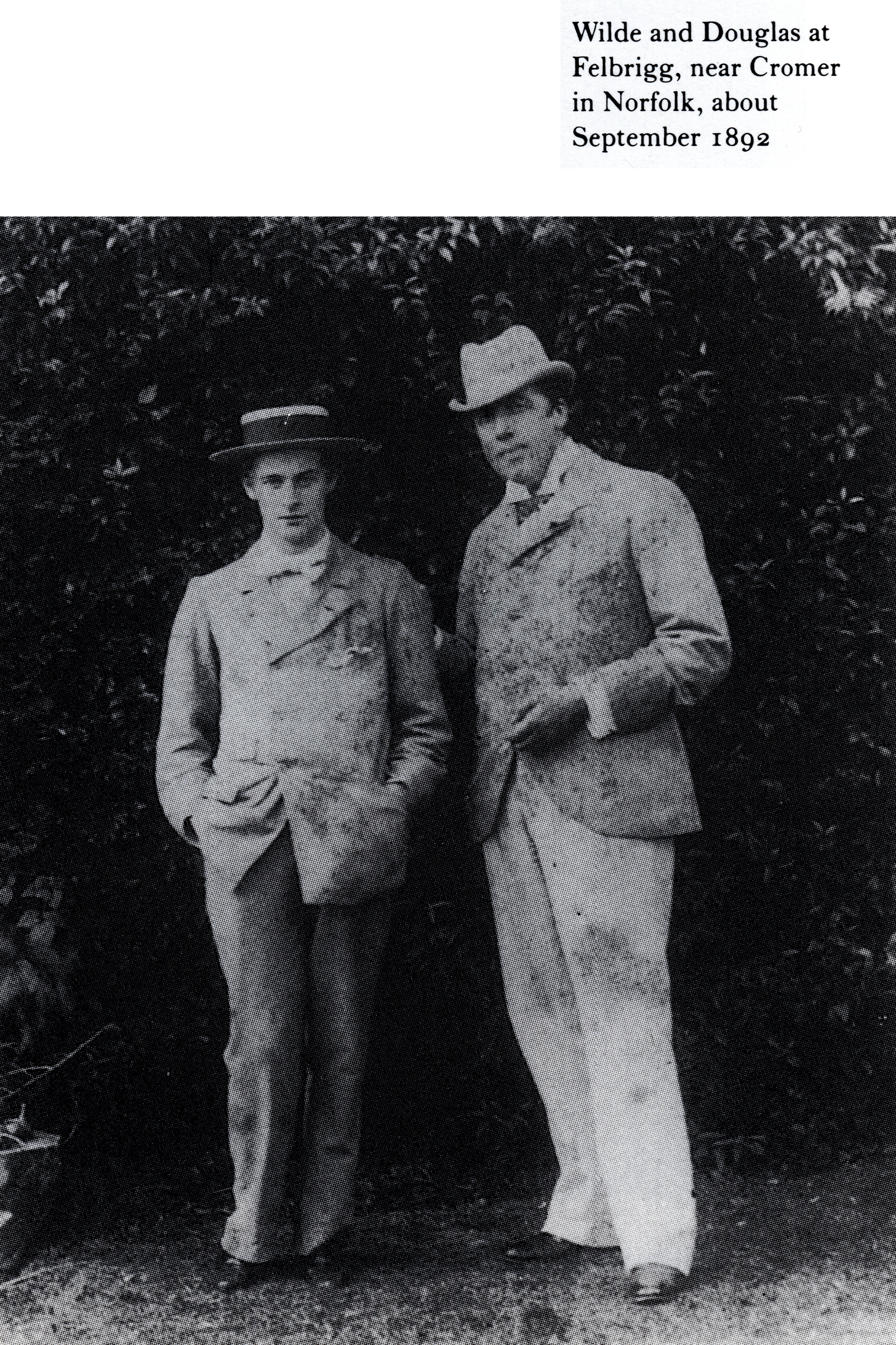
Oscar et Alfred Douglas en 1892, en vacances familiales à Cromer où Bosie s'est invité.

Entre l'été 1892 et l'été 1893, le comportement d'Oscar envers Constance Lloyd change radicalement. Il vit une existence presque maritale avec Alfred Douglas et va jusqu'à se montrer impoli envers Constance Lloyd en public. Elle témoigne de son inquiétude à son amie Lady Mount-Temple : « Je n'arrive pas à déterminer si c'est ma faute ou celle d'Oscar s'il est si froid avec moi et si gentil avec les autres... Ma chère, que dois-je faire ? ».
En 1893 Pierre Louÿs rend visite à Oscar et Bosie dans leurs chambres d'hôtel à l'Albemarle Hotel. Constance Lloyd vient remettre du courrier à son mari. Lorsqu'elle se plaint qu'il ne rentre plus à la maison, Oscar annonce devant tout le monde qu'il ne se souvient plus de leur adresse. Constance Lloyd part en larmes et Louÿs est horrifié. Il met fin à leur amitié.
Bosie est capricieux, colérique, et oisif. Il quitte Oxford sans passer les examens et encourage Oscar à dépenser sans compter, le distrayant de ses projets littéraires. Ils se disputent violemment et Oscar tente à plusieurs reprises de s'éloigner de lui. Il pousse la mère de Bosie à l'envoyer plusieurs mois en Egypte, de novembre 1893 à février 1894. Durant cette période, Oscar peut se consacrer à son travail mais aussi à sa vie familiale, délaissée depuis longtemps. Il décide de ne pas ouvrir le courrier de Bosie. Constance Lloyd commet alors une terrible erreur. En février, Bosie change de tactique et envoie un télégramme à Constance Lloyd, la suppliant d'user de son influence sur son mari pour convaincre Oscar de le voir. La raison pour laquelle Constance Lloyd accède aux demandes de l'homme qui a presque détruit son mariage est un mystère. Dans un acte à la fois d'une gentillesse et d'une naïveté incomparables, Constance Lloyd encourage Oscar à se rendre à Paris pour y retrouver Lord Alfred Douglas. Oscar écrit à Bosie : « Notre amitié a toujours été une source de détresse pour elle. Elle a vu comment votre compagnie continuelle m'a changé, et non pour le mieux ; cependant, tout comme elle avait toujours été très généreuse et accueillante avec vous, elle ne pouvait pas supporter l'idée que je sois en aucune façon méchant - car je lui paraissais l'être - envers un de mes amis... à sa demande, je vous ai répondu ». Oscar reprend immédiatement ses anciennes habitudes et ne donne plus de ses nouvelles à Constance Lloyd.
Au printemps 1894, le père de Bosie, John Sholto Douglas, Marquess of Queensberry, menace son fils de lui couper son revenu s'il continue de fréquenter Oscar et de se montrer dans tout Londres en sa compagnie. Il aurait entendu dire que Constance Lloyd allait demander le divorce. Cette dernière allégation reflète le niveau de commérages de la société londonienne à propos des récentes fréquentations d'Oscar.
Constance Lloyd recherche la bonne école pour Cyril et Vyvyan. Les décisions concernant l'éducation des enfants sont généralement l'apanage du père de famille : « Mme Oscar Wilde... s'est fait une place dans le cercle brillant de son mari. Une heure d'entretien avec elle montre qu'elle a lu et réfléchi sur les problématiques de notre époque. M. Oscar Wilde lui a entièrement laissé la formation de leurs deux fils ». Au printemps 1894, Cyril est envoyé à Bedales School et Vyvyan à Hildersham House à Broadstairs.
Le 30 juin 1894, Queensberry se rend directement à Tite Street pour accuser Oscar de ce qu'il nomme des pratiques dégoûtantes. Oscar le met dehors. Constance Lloyd est à Londres en juin : elle assiste peut-être à la confrontation puisque le bureau d'Oscar, au rez-de-chaussée de la maison, se trouve directement sous le salon où elle passe la plupart de son temps.
Au mois de novembre, le jour où une caricature d'Oscar et Bosie est publiée dans Punch, Constance Lloyd écrit à Georgina pour lui faire part de son désespoir. Constance Lloyd ne souffre pas seulement de l'humiliation personnelle de cet article, mais craint de plus en plus les implications que peuvent avoir ces images : « Je suis très désemparée et inquiète, et personne ne peut m'aider. Je ne peux que prier pour l'aide de Dieu, ce que je fais maintenant la plupart de mon temps, j'espère que mes prières seront exaucées - mais quand ou comment je l'ignore ».
Alfred Douglas s'invite une nouvelle fois dans leurs vacances familiale à Worthing, l'été 1894. Si Constance Lloyd a toujours été bienveillante envers Bosie, elle est cette fois-ci agacée par sa présence. Il devient même un sujet de discorde. Début septembre, Oscar et Bosie sont invités à parrainer un concert local. Quand Oscar emmène son fils Cyril à la place de Bosie, il fait face à une salle comble et est accueilli par de vifs applaudissements. « Cyril a été pris pour vous », plaisante Oscar dans une lettre à Bosie.

#### Relation avec Arthur Lee Humphreys
En 1892 Constance Lloyd a l'idée de compiler un recueil de paroles et d'épigrammes d'Oscar, sous le titre Oscariana. Elle se rapproche des éditeurs avec lesquels elle travaille dans le cadre de sa Gazette, Hatchard's à Piccadilly. Arthur Humphreys, directeur général de Hatchard's, accepte de superviser la publication. Constance Lloyd et Humphreys, tous les deux malheureux dans leurs mariages respectifs, tombent amoureux l'un de l'autre. Constance Lloyd lui écrit :
« J'ai l'impression que je dois vous écrire quelques mots pour insister sur le fait que vous êtes un mari idéal, je pense même que vous n'êtes pas loin d'être un homme idéal ! Pardonnez-moi si cela vous semble grossier. Vous savez que je suis une idolâtre jusqu'au bout des ongles, et je vous place désormais quelque part près du haut de ma liste de héros ! Cela a dû sembler horriblement indiscret de ma part de vous poser tant de questions, mais je ne suis pas curieuse, comme vous le verrez par vous-même quand vous me connaîtrez mieux, et je ne peux pas expliquer ce qui m'a poussé à vous interroger - certainement pas une influence extérieure ! Mais je vous appréciais et je m'intéressais à vous, et j'ai vu que vous étiez un homme bon. Et il est rare que je rencontre un homme qui ait cela écrit sur le visage. Et ainsi j'ai dépassé les limites peut-être du bon goût dans mon désir d'être votre amie et de vous avoir pour ami. Je vous ai parlé très ouvertement de moi, et j'avoue que je ne voudrais pas que vous répétiez ce que je vous ai dit de mon enfance. Je crains d'avoir eu tort de parler aussi amèrement. Mais si nous voulons être amis et j'espère que nous le serons, vous devez me faire confiance. En effet, on peut me faire confiance, comme je crois qu'on peut vous faire confiance. Je suis la personne la plus honnête au monde, et je suis aussi intuitive ».
La dernière ligne semble suggérer que Constance Lloyd envisage une liaison avec Humphreys. Le sous-entendu semble être compris puisque deux mois plus tard, elle lui écrit :
« Je vous écris quelques mots pendant que vous fumez votre cigarette pour vous dire combien je vous aime, et combien vous avez été charmant et tendre avec moi aujourd'hui. J'ai été heureuse, et je vous aime cher Arthur. Rien dans ma vie ne m'a jamais rendue aussi heureuse que votre amour pour moi, et je vous fais confiance, et je vous ferai confiance pour tout. Vous avez toujours été tout à fait parfait pour moi, et cher aux enfants, sympathique pour Oscar, et donc je vous aime, et je vous aime juste pour ce que vous êtes, et parce que vous êtes entré dans ma vie pour la remplir d'amour et la rendre complète ».
Constance Lloyd et Humphreys sont tous les deux membres de la Society for Psychical Research et profitent des réunions régulières de la société pour se voir encore davantage. Ils ont cependant des opinions politiques différentes et se disputent quelques fois à leur sujet. Ils ont par exemple des opinions radicalement différentes sur la cause du chômage parmi les classes inférieures, pour lesquelles Constance Lloyd a beaucoup d'empathie.
Oscar, semble-t-il, est bien conscient du nouvel amour de Constance Lloyd. À Worthing, il commence à écrire une pièce, provisoirement intitulée Constance, dont l'intrigue raconte l'histoire d'un mari et de son épouse qui cherchent du réconfort dans des liaisons extraconjugales. L'intrigue est centrée sur un homme de haut rang qui s'ennuie avec sa femme. Le mari organise une fête à la maison avec ses amis et avertit sa femme qu'elle ne doit pas être prude mais permettre à Gerald Lancing de flirter avec elle. Lors de la fête, tous les invités sont désagréables avec la femme, à l'exception de Lancing, qui est « gentil, doux et amical ». Le mari fait l'amour dans un salon sombre avec l'une des invitées, ignorant que sa femme est également dans la pièce. Lorsque le mari de l'invitée commence à frapper à la porte, le mari est étonné que sa propre femme protège son mari infidèle en répondant et en disant que les trois sont en train d'essayer « une expérience absurde de lecture de pensée ». Ce geste d'amour désintéressé ravive la passion que le mari avait autrefois pour sa femme. Mais une telle passion vient trop tard. Les flirts de Gerald Lancing ont porté leurs fruits. Elle est tombée amoureuse de l'homme que son mari l'a encouragée à fréquenter. Elle porte son enfant à naître. Gérald et la femme s'en vont ensemble. Le mari se tue.

### Procès

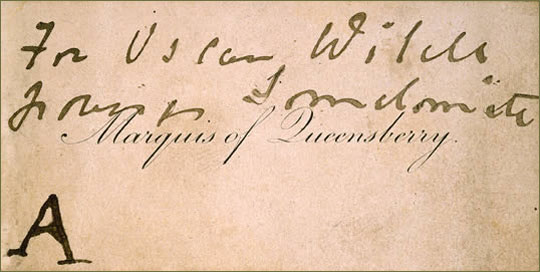
La billet reçu par Oscar de la part de Lord Queensbury le 28 février 1895 : « For Oscar Wilde posing as somdomite ».

#### Procès de Lord Queensbury
Pour la première de The Importance of Being Earnest, Queensbury tente en vain d'entrer dans le théâtre pour accuser publiquement Oscar et Bosie d'homosexualité. Le 28 février 1895, Oscar reçoit des mains du portier du Albemarle Hotel un billet de Lord Queensbury l'accusant de « s'afficher comme somdomite [sic] ». Il se précipite à l'Avondale Hotel, au 68 Piccadilly Road, où il retrouve Robbie Ross et Alfred Douglas. Ils prennent la décision de poursuivre Queensbury en diffamation. Oscar écrit précipitamment à sa femme : « Chère Constance... je viens vous voir à neuf heures. Soyez-là s'il-vous-plaît, c'est important ». Oscar se rend ensuite chez son avocat Charles Humphreys, à Giltspur Chambers, Holborn Viaduct. Au poste de police de Great Marlborough Street à Soho, il demande un mandat d'arrêt contre Queesbury pour diffamation. Celui-ci est arrêté le 2 mars. Le 1er mai 1895, Frank Harris tente en vain de convaincre Oscar d'abandonner le procès et de partir avec sa famille en France. Le soir-même, Constance Lloyd accompagne Oscar et Bosie au St James's Theatre pour voir jouer The Importance of Being Earnest. D'après les mémoires de Bosie, Constance Lloyd souffre terriblement de la tension et du regard de tout l'auditorium : « Lorque je lui dis bonsoir à la porte du théâtre, elle avait les larmes aux yeux ».
Le procès de Queensbury commence le 3 avril 1895 à Old Bailey. Oscar est accusé d'avoir encouragé plus de douze garçons à commettre une sodomie, dix d'entre-eux étant même nommés. Le troisième jour, l'équipe de défense de Queensbury, notamment composée d'Edward Carson, ratisse les noms de tous les jeunes hommes dans le cadre de leur plaidoyer et Oscar est forcé de retirer ses accusations de diffamation contre le marquis. Le juge statue que le marquis a eu raison, dans l'intérêt du public, de nommer Oscar un sodomite. Queensbury est applaudi.

#### Procès d'Oscar Wilde
Après le procès de Queensbury, Oscar retourne à son hôtel à Holborn et écrit à Constance Lloyd : « N'autorisez personne à entrer dans ma chambre ou mon salon - à l'exception des domestiques - aujourd'hui. Ne voyez personne d'autre que vos amis ». Robbie Ross annonce la nouvelle à Constance Lloyd à Lower Seymour Street où elle loge chez sa tante Mary Napier. Oscar est arrêté le jour-même, accusé par Queensbury de grossière indécence et incarcéré à Bow Street. Mary Napier se rend chez Laura et Adrian Hope à Tite Street, « dans un état des plus effrénés à propos de sa pauvre nièce Constance Wilde ». Mary Napier recherche l'aide et les conseils d'Adrian Hope, ami des Napier et des Lloyd. Dans le journal de Laura, Oscar est décrit comme un « mari monstrueux » et un « démon ». Contrairement à Oscar, Constance Lloyd reçoit une immense vague de soutien de la part du public. Dans l'esprit du public, elle est dorénavant « la pauvre Mme Wilde ». Elle est inondée de lettres de soutien, d'amis tels qu'Ellen Terry mais aussi d'inconnus.
La priorité de Constance Lloyd est de protéger le futur de ses enfants. Dès le procès de Queensbury, elle les retire de l'école et envoie Cyril dans sa famille en Irlande. Elle décide de ne pas dire la vérité à Cyril et Vyvyan sur les procès de leur père. Elle écrit à Bedales pour obtenir des lettres de référence pour Cyril. Elle se renseigne auprès d'amis au sujet d'une carrière dans la marine pour son fils aîné.

Oscar incarcéré, c'est maintenant Constance Lloyd qui reçoit les innombrables dettes de son mari. Son ami Philip Burne-Jones, fils du peintre, lui vient en aide. Il se rend en son nom auprès de l'avocat George Lewis, qui lui conseille de demander la séparation de corps à la fin du procès d'Oscar : « Je vous prie instamment de changer votre nom et celui de vos enfants dès vous aurez demandé la séparation... Rappelez-vous que vous le leur devez, afin qu'ils débutent une existence sans tâche du passé ». Il lui dit également d'ignorer les lettres des créditeurs d'Oscar car elle n'a rien à voir avec ses dettes. Constance Lloyd écrit à la médium Mrs Robinson :
« Vous m'aviez dit qu'après ce terrible choc ma vie allait devenir plus facile, mais connaîtrai-je le bonheur, ou est-ce la mort qui s'annonce pour moi ? Et j'en ai connu si peu. Ma vie a été coupée en morceaux comme ma main l'est par ses lignes. Dès que ce procès est terminé, je dois obtenir ma séparation de corps ou si possible mon divorce afin d'obtenir la tutelle des garçons. Quelle tragédie, lui qui est si doué ! ».
Le 24 avril, les créanciers d'Oscar organisent une vente aux enchères du mobilier de Tite Street. Robbie Ross et Robert Sherard achètent ce qu'ils peuvent des affaires d'Oscar. Non seulement des objets appartenant à Oscar et Constance Lloyd sont vendus à des prix cassés, mais de nombreux objets sont tout simplement volés. Toutes les premières éditions d'Oscar, avec ses inscriptions personnelles à Constance Lloyd et aux enfants, que Constance Lloyd garde dans sa chambre, disparaissent, ainsi que toutes les lettres d'Oscar à Constance Lloyd , gardées dans son étui en cuir bleu. Constance Lloyd sauve ce qu'elle peut, mais elle n'a pas le temps de rassembler les affaires des enfants, et tous leurs jouets sont vendus. Les amis et parents de Constance Lloyd prennent des dispositions pour les garçons. Constance Lloyd étant à découvert à la banque, ils payent une gouvernante française pour s'occuper un certain temps des garçons, et couvrent leurs frais de voyage et de séjour à Glion, une station isolée des Alpes suisses, où vit Otho le frère de Constance Lloyd.
La caution d'Oscar est payée le 7 mai par le révérend Stewart Headlam, un socialiste chrétien. Comme aucun hôtel n'accepte de lui louer un chambre, il trouve refuge chez son amie Ada Leverson. D'après Ada, Constance Lloyd rend visite à Oscar : « Ils restèrent seuls pendant deux heures. Je l'aimais beaucoup et j'étais peinée de la voir partir en larmes. J'ai appris par la suite qu'elle était venue avec un message urgent de son avocat le suppliant de fuir sans faute avant le prochain procès qui serait sans doute sa ruine ». Mais Oscar, poussé par sa mère et par son frère, reste en Angleterre. Le procès d'Oscar commence le 20 mai. Il est condamné le 25 pour « grossière indécence » et condamné à deux ans de travaux forcés.

### Exil

#### Suisse
Au mois de juin, Constance Lloyd rejoint ses fils en Suisse. Otho et Robert Sherard, qui rendent visite à Oscar en prison, encouragent ce dernier à écrire à Constance Lloyd pour lui demander pardon et la convaincre de ne pas demander le divorce. Elle accepte de lui pardonner à la seule condition qu'il abandonne ses fréquentations passées. Elle espère secrètement pouvoir refonder une famille normale après sa libération. M. Hargrove, l'avocat de la famille Lloyd, accepte de ne pas entamer une procédure de divorce. Elle rend visite à son mari le 21 septembre à la prison de Wandsworth et apprend qu'Oscar a pris la décision de ne plus jamais voir Alfred Douglas : « Il y avait deux grilles et un passage entre nous, nous ne pouvions que parler. C'était affreux, plus affreux que tout ce que j'ai jamais vécu, et même pire pour lui je suppose. Je suis venue à Londres cinq jours seulement pour le voir, mais la prochaine fois, je formulerai ma demande différemment, et dans un mois, j'espère le voir face à face, même s'il doit y avoir un gardien présent tout le temps ». En octobre 1895, Constance Lloyd, Cyril et Vyvyan prennent le nom Holland, le même que celui d'Otho, qui leur sert maintenant de précepteur.

#### Premier séjour en Italie
En novembre, Constance Lloyd et ses fils se rendent à Nervi où Margaret Brooke possède une villa d'hiver à proximité. À Londres, elle s'est liée d'amitié avec de nombreux préraphaélites de l'entourage de Constance Lloyd. Constance Lloyd trouve un logement à l'extérieur de Nervi, à Casa Barbagelata, à proximité de Sori. Margaret Brooke apprend à Constance Lloyd à agrandir et imprimer ses photographies. Constance Lloyd trouve une bonne italienne et commence des cours d'italien. Elle écrit à Lady Mount-Temple : « Je veux aller voir tous les jolis petits villages d'ici. Ils ont l'air si mignons avec leurs maisons roses aux volets verts et leurs jardins pleins d'orangers et de palmiers ». Elle envisage de retourner en Grande-Bretagne au printemps et d'amener les garçons avec elle, qu'elle souhaite envoyer à l'école à Great Berkhamsted.
Toujours en novembre, Oscar comparaît devant le tribunal des faillites, est déclaré en faillite et voit ses affaires confiées au mandataire judiciaire. L'un des biens placés entre les mains du mandataire judiciaire est un intérêt viager dans les revenus privés de Constance Lloyd. Cette rente donne à Oscar droit au revenu de sa femme si elle décède avant lui. Si Constance Lloyd avait divorcé ou avait été judiciairement séparée de son mari, la réclamation d'Oscar sur l'argent de sa femme aurait été traitée dans le cadre de cette procédure. Constance Lloyd peut donc racheter la rente elle-même et la transférer sur ses enfants, ou bien les amis d'Oscar peuvent la lui acheter, lui assurant ainsi un revenu si Constance Lloyd venait à mourir. More Adey, un historien de l'art, galeriste et ami proche de Robbie Ross, se charge de s'occuper des affaires juridiques d'Oscar : il est déterminé à ce que le viager revienne à Oscar. En février 1896, Constance Lloyd reçoit une lettre de sa belle-sœur Lily Wilde lui annonçant la mort de Jane Wilde au début du mois. Elle retourne en Angleterre pour annoncer la nouvelle de vive voix à Oscar, transféré à la prison de Reading. À cette occasion, Oscar lui indique clairement qu'il souhaite qu'elle acquière l'intérêt viager. Constance Lloyd lui promet que, quoi qu'il arrive, elle ne le laissera pas sans le sou.
Le 29 février, elle rend visite à ses avocats dans leurs bureaux de Victoria Street et rédige un nouveau testament. Dans ce document, elle nomme héritier pour l'ensemble de son revenu son ami et parent Adrian Hope afin qu'il investisse ses actifs, puis les transfère sur les comptes des garçons le jour de leurs vingt-et-un ans. Hope est nommé exécuteur testamentaire et le testament indique que Constance Lloyd souhaite qu'à sa mort, il soit également le tuteur des garçons et détienne le contrôle exclusif sur eux.
Constance Lloyd rentre en Italie où elle rend son logement et déménage à l'Hôtel Eden, puis à l'Hôtel Nervi, moins cher que le précédent. Au mois de mars, l'inscription de Cyril et Vyvyan à l'école de Berhamsted est refusée. Le scandale de son mari continue à suivre Constance Lloyd. Constance Lloyd et ses fils se rendent à Nervi pour le festival annuel des fleurs et rejoignent Margaret Brooke. Le jour des célébrations, le propriétaire de l'hôtel appelle Constance Lloyd « Mme Wilde » plutôt que « Mme Holland ».
Oscar écrit à ses amis pour leur demander de récupérer ses lettres et ses bijoux toujours en possession d'Alfred Douglas : « La seule pensée qu'ils sont entre ses mains m'est horrible, et bien que mes malheureux enfants ne porteront jamais mon nom, ils savent néanmoins de qui ils sont les fils et je dois essayer de les protéger de toute nouvelle révélation ou scandale révoltant ».

#### Allemagne

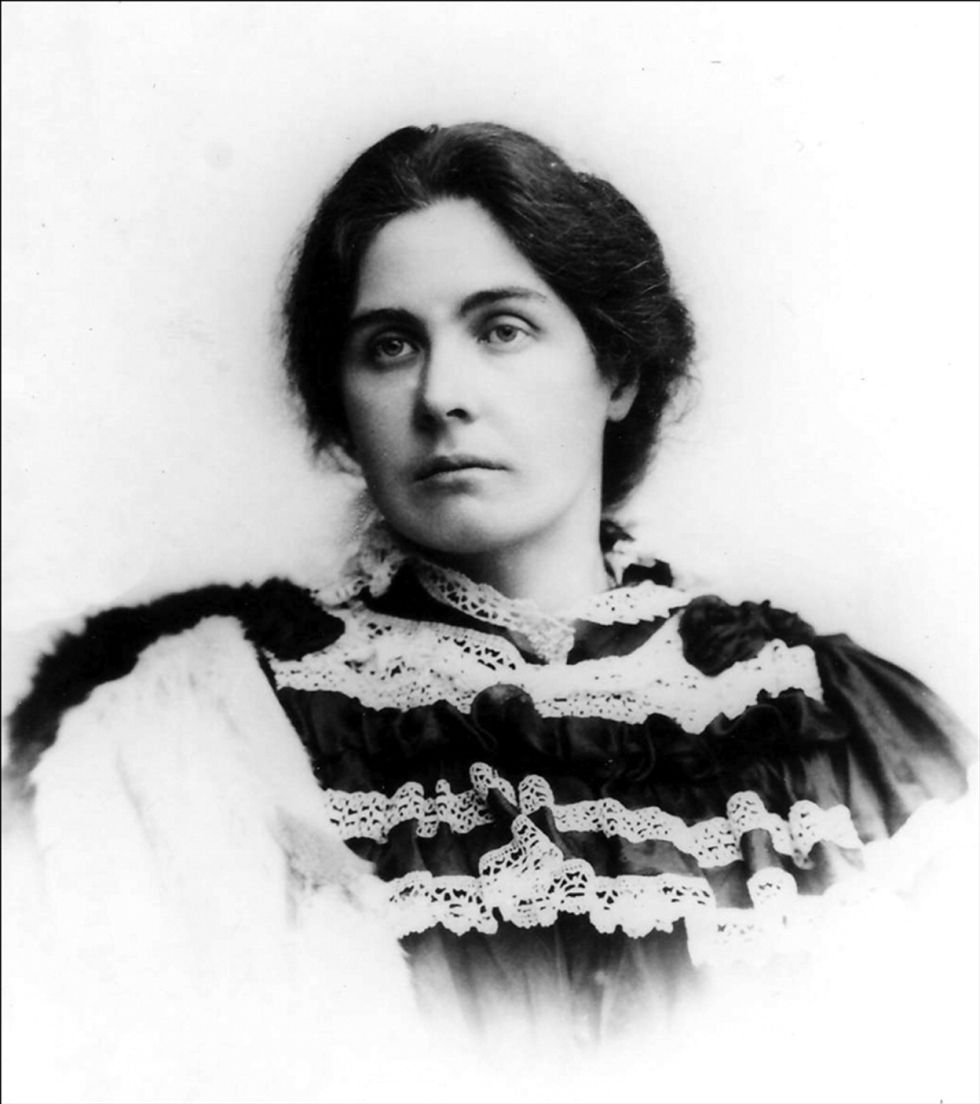
Constance Lloyd, âgée de 39 ans en 1897, photographiée à Heidelberg.

Comme les écoles britanniques refusent d'accepter les garçons, et en raison de la proximité d'Alfred Douglas qui réside à Gênes, Constance Lloyd décide de scolariser ses fils en Allemagne. Puisque Margaret Brooke a pour projet de louer une villa à Heidelberg, Constance Lloyd décide d'y envoyer Cyril et Vyvyan. Ils y déménagent au mois d'avril 1896. Cyril et Vyvyan sont expulsés de leurs premières écoles allemandes après avoir agressé un maître et des élèves. Elle les inscrit finalement à l'école anglaise de la ville, Neuenheim College où la plupart des maîtres sont britanniques.
La vie de Constance Lloyd à Heidelberg est très simple. Vivant de sa petite pension, la lecture devient son plus grand plaisir. Elle commence à apprendre l'allemand en autodidacte et fabrique des coussins pour Otho et Mary la plupart du temps. Elle achète un album photo et commence à imprimer les clichés pris avec son appareil Kodak. Elle rejoint l'église anglaise locale.
More Adey et Robbie Ross tentent d'empêcher Constance Lloyd de racheter son viager en proposant un prix plus intéressant au mandataire judiciaire. Robbie se justifie auprès de Constance Lloyd en expliquant qu'une rumeur circule à Londres selon laquelle Queensbury tenterait de racheter lui-même le viager afin de ruiner encore davantage Oscar. Elle les menace de ne pas donner de pension à Oscar à sa sortie de prison. Elle rappelle à Robbie que « les garçons seront obligés de se frayer un chemin dans la vie, lourdement handicapés par la folie de leur père ». La famille de Constance Lloyd, convaincue qu'Oscar ruinera Constance Lloyd à sa sortie de prison, décide de ne pas communiquer son adresse en Allemagne aux amis d'Oscar en Angleterre. More Adey parvient à communiquer par lettres avec Constance Lloyd grâce à leurs amis communs pour lui demander de signer une lettre requérant une sortie anticipée d'Oscar. Elle accepte à la condition qu'Oscar promette de ne pas entrer en contact avec les garçons et de la laisser détenir son propre argent afin de les élever comme elle le souhaite. Constance ne souhaite pas divorcer mais bénéficier toutefois de l'indépendance financière que lui procurerait une séparation. More Adey lui répond qu'il craint que son entourage ne soit hostile à Oscar, d'où son souhait de racheter le viager. Il écrit à Oscar et lui déconseille fortement de signer le moindre papier qui diminuerait ses droits paternel sur ses enfants. En octobre, Constance Lloyd pose un ultimatum à Oscar : si ses amis n'abandonnent par leur projet de rachat du viager, elle divorcera. En décembre, l'avocat de Constance Lloyd, M. Hargrove apprend que le viager est sur le point d'être vendu aux amis d'Oscar. Hargrove rappelle à Oscar qu'à sa sortie, Constance Lloyd ne lui donnera pas sa rente de £150 par an. Oscar, persuadé par More Adey de l'inimitié de Constance Lloyd et de ses proches, et convaincu que ses amis lui fourniront eux-mêmes de quoi vivre, notifie à ses nouveaux avocats, Stoker et Hansell, qu'il souhaite une rente de sa femme non de £150 mais de £200.

Le 12 février 1897, la justice confie à Constance Lloyd la garde des enfants, dont elle devient la tutrice légale aux côtés d'Adrian Hope. Compte tenu du temps écoulé depuis le procès d'Oscar, d'un point de vue juridique, Constance Lloyd ne peut plus divorcer pour les crimes de 1895. Si elle veut obtenir le divorce, Constance Lloyd doit demander une nouveau procès et prouver de nouveaux motifs. Elle choisit donc la séparation de corps, qui lui permet d'obtenir le viager. Oscar écrit à Robbie :  
« Encore une fois, quelle bêtise que ces longues lettres graves me conseillant de ne pas renoncer à mes droits sur mes enfants... Mes droits ! je n'en avais pas. Une réclamation qu'un appel formel au juge des Chambres peut annuler en dix minutes... Si seulement vous aviez fait ce que je vous ai demandé, à ce moment-là ma femme était bienveillante et prête à me laisser voir mes deux enfants et être avec eux de temps en temps... Ma femme était très généreuse avec moi, et maintenant, très naturellement, elle s'oppose à moi. Son caractère a été bien mal estimé. Elle m'a averti que si je laissais mes amis aller contre elle, elle suivrait un autre chemin, et elle le fera ». 
En mai 1897, la séparation de corps est actée, le viager revient à Constance Lloyd et il est prévu qu'Oscar recoive une pension de £150 par an. Oscar sort de prison le 19 mai 1897. Furieux contre More Adey, il demande, en vain, à ce qu'il ne soit pas présent à sa sortie. Constance Lloyd ne l'y attend pas non plus. Oscar révèle à son ami Reggie Turner : « La personne qui m'a envoyé de l'argent pour payer ma nourriture et mes dépenses de sortie est ma chère et douce épouse ». Oscar quitte rapidement l'Angleterre pour la France, où il débarque à Dieppe. Il change de nom et se fait appeler « Sebastian Melmoth ». Il écrit immédiatement à Constance Lloyd, qui lui répond par des photographies de Cyril et Vyvyan et un mot suggérant qu'ils se rencontrent. Constance Lloyd retarde cependant le voyage à Dieppe. Il écrit, dès sa sortie, un article sur le traitement des enfants en prison qu'il envoie à Constance Lloyd.
À l'été 1897, elle prend des vacances en famille dans les alentours de la Forêt Noire, puis chez des amis à Freibug.

#### Second séjour en Italie
Durant l'automne 1897, Constance Lloyd décide de chercher une villa aux alentours de Nervi. Constance Lloyd loge temporairement à l'Hôtel Nervi, puis dans la Villa Raffo de Margaret Brooke. Constance Lloyd déménage à Bogliasco dans la Villa Elvira, surplombant la mer, avec une grande terrasse suspendue au-dessus d'une falaise tombant dans la Méditerranée. Avec un sol en marbre et de hauts plafonds typiques de la région, elle est composée de quatre chambres, dont une utilisée par les domestiques. Elle possède un grand hall, que Constance Lloyd utilise comme salle à manger, et un petit salon. Constance Lloyd engage un cuisinier et une bonne.
Vyvyan est malheureux au Neuenheim College. En décembre 1897, Constance Lloyd le récupère à Heidelberg et passe quelques jours avec lui à Vérone, où elle prend la décision de l'envoyer dans un collège jésuite à Monaco au début de l'année suivante. La princesse Alice de Monaco, amie de Margaret Brooke et d'Oscar, rencontre Vyvyan au Grimaldi Palace.

Constance Lloyd loue des draps à l'hôtel local en prévision de l'arrivée d'Oscar. Elle lui écrit et lui demande de confirmer la date de son arrivée. Elle souligne le fait qu'elle l'accueillera comme son époux. Le 26 septembre 1897, elle reçoit la réponse tant attendue d'Oscar, qui la prévient qu'il a décidé de retarder sa visite d'un mois. La lettre, expédiée de Paris, a été cachetée à Naples. Elle fait part de ses craintes à son ami M. Blacker : « A-t-il vu l'affreux personnage à Capri ? Personne ne va à Naples à cette époque de l'année, donc je ne vois pas d'autre raison à son départ, et j'en suis malheureuse... ». Elle écrit à Oscar le jour même pour lui demander s'il a bien rejoint Alfred Douglas à Naples, et l'accuse de ne pas se préoccuper de ses fils. Sa crainte est confirmée. Il écrit à Robbie :
« Elle m'a écrit une lettre terrible, mais stupide, disant « Je t'interdis » de faire ceci et cela, « Je ne te permettrai pas » etc, et « J'exige une promesse claire que tu ne feras pas » etc. Comment peut-elle vraiment imaginer qu'elle puisse influencer ou contrôler ma vie ? Elle pourrait tout aussi bien essayer d'influencer et de contrôler mon art. Je ne pourrais pas vivre une vie aussi absurde - ça me fait rire. Alors je suppose qu'elle va maintenant essayer de me priver de mes misérables £3 par semaine. Les femmes sont si mesquines et Constance n'a pas d'imagination. Peut-être pour se venger me fera-t-elle un autre procès : alors elle pourra certainement prétendre m'avoir influencé pour la première fois de sa vie. Je prie Dieu pour qu'elle me laisse tranquille. Je ne me mêle pas de sa vie. J'accepte d'être séparé des enfants. Pourquoi veut-elle continuer à m'importuner et essayer de me ruiner ? ».
Constance Lloyd écrit à Blacker : « Si j'avais reçu cette lettre il y a un an... Je m'en serais souciée, mais maintenant je la considère comme la lettre d'un fou qui n'a même pas assez d'imagination pour voir combien ses bagatelles affectent les enfants, et pas assez d'altruisme pour se soucier du bien-être de sa femme... Je pense qu'il vaut mieux que la lettre reste sans réponse et que chacun d'entre nous fasse sa vie de façon indépendante. Depuis peu, j'ai (Dieu me pardonne) une répulsion absolue pour lui ». Constance Lloyd cesse d'envoyer son revenu à Oscar.
Constance Lloyd décore la villa : elle coud des rideaux et peint les anciens murs rouges en jaune. Elle accroche au mur la photo de Cyril et elle et un portrait de Lady Mount-Temple peint par Watts. Elle apprend le macramé et continue la photographie. Elle achète sa propre machine à écrire. Elle reçoit Margaret Brooke, la princesse Salm et le père Maturin. Arthur Humphreys lui envoie des livres pour elle et ses fils depuis Londres. Cyril rentre d'Allemagne le 22 décembre 1897, et Vyvyan reste à Monte-Carle pour les vacances de Noël.

En janvier 1898, Constance Lloyd apprend par Adrian Hope qu'Oscar et Bosie se sont de nouveau séparés. En février, elle rend visite à Vyvyan à Monaco. Elle est émue aux larmes par la Ballade de la Geôle de Reading qu'Oscar vient de publier et que son éditeur lui a envoyé. Elle apprend qu'Oscar est à Paris et demande à son ami Blacker de se renseigner sur les conditions de vie de son mari. Oscar écrit à Constance Lloyd pour lui demander de l'argent. Elle lui envoie £40 par le biais de Robbie. En mars, Blacker rend visite à Oscar à Paris. Constance Lloyd remercie son ami de lui avoir donné des nouvelles : 
« Votre description d'Oscar est très triste. Pourtant je suis contente qu'il soit à Paris, car je sais qu'il a toujours besoin d'être stimulé intellectuellement. Il se serait ennuyé à mourir avec sa famille, bien qu'il ne semble pas actuellement s'en rendre compte. Qu'est-ce que les enfants ou moi aurions pu lui donner ? Vyvyan, bien qu'intelligent, est un petit garçon, et Cyril, Dieu merci, se lance comme il se doit à son âge, dans le sport... ». 
Trois jours plus tard, excédée par les demandes incessantes d'argent d'Oscar, elle écrit, toujours à Blacker : 
« Oscar est tellement pathétique et un véritable acteur né, et je me suis endurcie loin de lui. Aucun mot ne décrira mon horreur pour cette BÊTE car je ne peux l'appeler autrement... Je ne souhaite pas sa mort, mais compte tenu de la façon dont il parlait de l'extravagance de Willie et de sa cruauté lorsqu'il forcait sa mère à lui donner de l'argent, je pense qu'il pourrait laisser sa femme et ses enfants tranquilles ».

### Maladie et mort

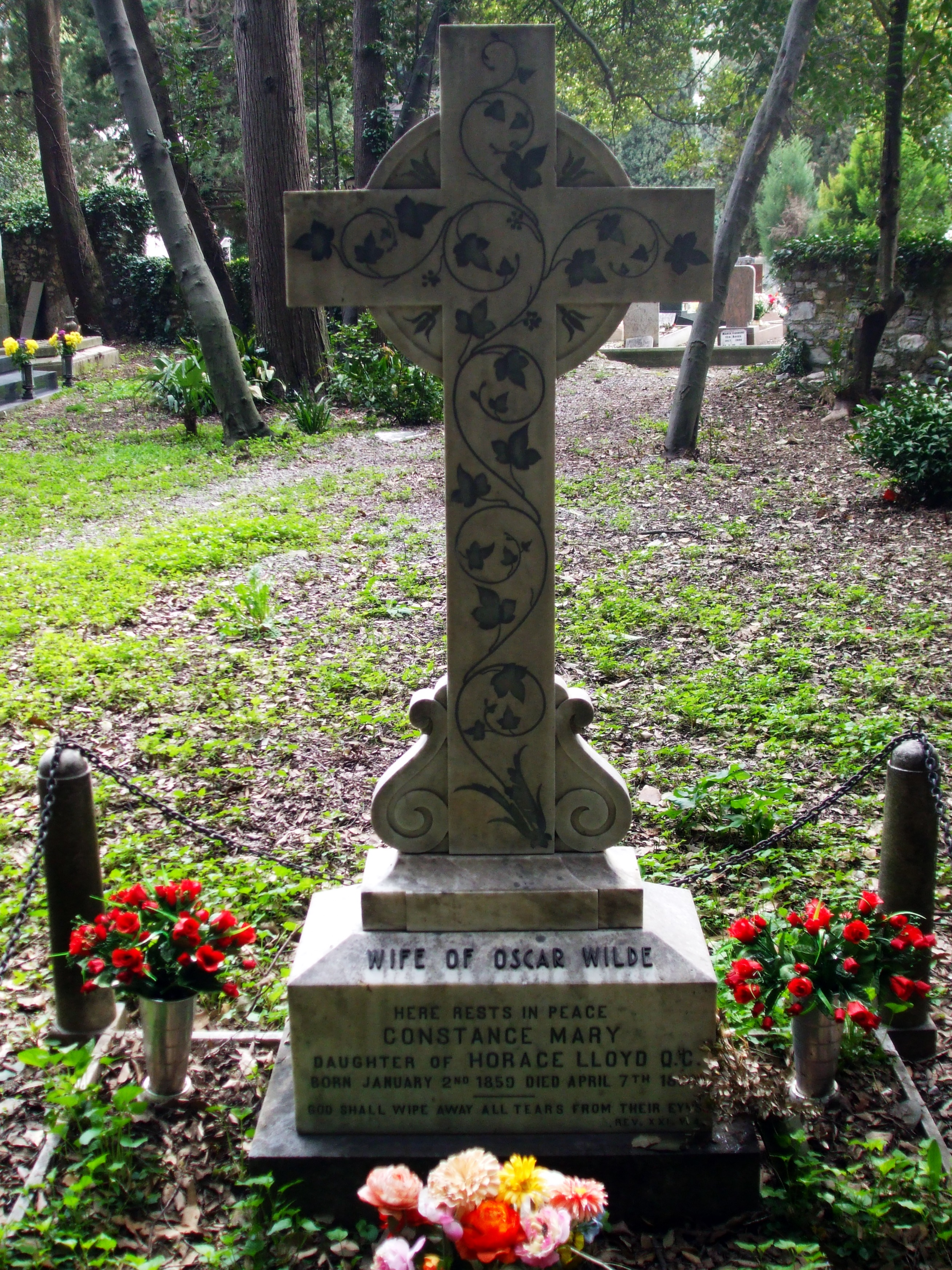
Tombe de Constance au cimetière monumental de Staglieno à Gênes.

En 1891, Constance Lloyd commence à ressentir des douleurs qu'elle prend pour des rhumatismes. À cause de la douleur dans ses bras, elle est obligée de demander à l'infirmière de sa tante de la masser. Ces douleurs se poursuivent tout au long de la fin de l'automne et de l'hiver. Elle est régulièrement alitée. En janvier 1893, elle part en Italie avec sa tante Mary Napier et ses cousines Eliza et Lilias. Le voyage est difficile, et sa « névralgie » revient, cette fois dans la tête et dans le dos.
Durant les vacances de Noël 1894, une chute dans les escaliers provoque une terrible aggravation de ses douleurs, et elle a de plus en plus de mal à marcher. Elle planifie une opération la troisième semaine de mars 1895, en plein durant le procès de Queensbury. Sa tante Mary Napier la dissuade de se faire opérer et l'accueille chez elle pour la soigner. A la fin de l'année 1895, elle est de nouveau alitée dans sa nouvelle maison de Novi, et se plaint dans ses lettres de ne pouvoir visiter les environs.
Juste avant Noël 1895, elle se rend dans une clinique de la ville italienne de Gênes, dirigée par le gynécologue M. Bossi, qui croit que les maladies neurologiques et mentales sont causées par des problèmes gynécologiques. Il affirme être capable de traiter sa mobilité et la paralysie croissante de son bras droit et de ses jambes. Son traitement comprend une opération, suivie d'un séjour d'un mois dans sa clinique privée et d'un alitement complet. Il accepte que Constance Lloyd paye une somme moins élevée que le prix normalement facturé de 3 000 francs. L'opération échoue.
En Allemagne, un médecin lui prescrit des bains et de l'électricité. A la fin de l'année 1897, l'écriture de Constance Lloyd devient tremblante à cause de sa difficulté à tenir un crayon. Elle décide d'écrire à la machine.
Au début du mois d'avril 1898, à l'insu de sa famille et contre l'avis de ses médecins, Constance Lloyd retourne à la clinique de M. Bossi pour une autre opération, l'ablation d'un fibrome utérin. Peu de temps avant son départ, elle écrit à Vyvyan : « Essayez de ne pas être trop dur avec votre père. Rappelez-vous qu'il est votre père et qu'il vous aime. Tous ses problèmes sont nés de la haine d'un fils pour son père, et quoi qu'il ait fait, il en a amèrement souffert ». Le 2 avril, elle est opérée à la colonne vertébrale, pour soulager la pression sur les nerfs qui provoque sa paralysie. Cependant, Otho évoque dans son courrier les tumeurs de sa sœur, et le fait que Bossi est gynécologue indique peut-être que les excroissances sont utérines. Le 5 avril, elle envoie une lettre à Otho pour lui demander de venir instamment à son chevet. Ni lui ni Margaret Brooke n'arrivent à temps. Après l'opération, la paralysie dont elle souffre, plutôt que d'être soignée, s'accélère. Le cœur de Constance Lloyd s'arrête. Elle meurt le 7 avril, seulement entourée de sa bonne italienne Maria Segre.
Elle est enterrée le 9 avril 1898 à quatre heures de l'après-midi, dans la section protestante du cimetière Campo Santo de Gênes. Otho choisit une croix unie incrustée de feuilles de lierre. Il est simplement noté sur la croix : « Constance Mary, fille du conseiller de la reine Horace Lloyd ». Le 12 avril, les amis de Constance, John et Jane Simon, invitent quelques uns de leurs amis dans leur maison de Londres afin de rendre hommage à leur amie disparue : « La mort est sûrement pour elle la solution à une misère presque intolérable. Nous avons tous ressenti qu'elle était en sécurité. A l'abri de lui, à l'abri d'elle-même ». Otho hésite un temps à poursuivre en justice le Dr Bossi, avant de se raviser.
Bien que certains la croient morte de la syphilis ou des suites d'un traumatisme de la moelle épinière, il semblerait qu'elle soit plutôt morte des suites de la sclérose en plaques. Son petit-fils Merlin Holland a présenté des lettres de famille décrivant les symptômes de sa grand-mère à un médecin, qui lui a diagnostiqué cette maladie neurologique progressive. Les résultats de l'analyse sont publiés dans The Lancet le 3 janvier 2015.
Cyril et Vyvyan n'assistent pas à l'enterrement. La nouvelle leur est annoncée par leurs écoles respectives. Otho écrit à Lady Mount-Temple : « Cyril a profondément ressenti la perte de sa mère, je pense qu'il n'y a aucun doute là-dessus, même si un garçon comme lui était à court de mots pour s'exprimer, et je crois que son souvenir restera longtemps gravé dans son esprit, si ce n'est peut-être pour toujours. Au début, il se rendit à peine compte de ce que cela signifiait pour lui que sa mère soit partie, et il dut avoir bien des angoisses quand il comprit lentement qu'il ne pourrait plus jamais la revoir ». Écrivant des années après son décès, Vyvyan se rappelle : « Mon chagrin pour ma mère était très sincère et profond. Je l'adorais et tout le poids du monde sembla s'abattre sur moi après sa mort ».
Oscar écrit à Otho : « Je suis accablé de chagrin. C'est la plus terrible des tragédies ». Il écrit à Blacker : « Si seulement nous nous étions vus une seule fois et que nous nous étions embrassés ». Conformément au testament de Constance Lloyd, il récupère son revenu de £150 par an. Le 25 février 1899, peu de temps avant sa mort, il se rend sur la tombe de Constance Lloyd. Il écrit à Robbie : « Ce fut terrible de voir son nom gravé sur une tombe - son nom de famille, mon nom non mentionné évidemment - juste Constance Mary, fille du conseiller de la reine Horace Lloyd. J'ai apporté des fleurs. J'étais profondément triste - avec le sentiment aussi de l'inutilité de tous les regrets. Rien n'aurait pu être autrement et la vie est une chose terrible ».
Alfred Douglas note dans ses mémoires : « Il l'a épousée par amour et si elle l'avait bien traité et s'était occupée de lui après son incarcération, comme l'aurait fait une véritable bonne épouse, il aurait continué à l'aimer jusqu'à la fin de sa vie... De toute évidence, elle a beaucoup souffert et mérite la sympathie, mais elle n'a malheureusement pas atteint la hauteur à laquelle elle aurait pu s'élever ».
Le 1er août 1900, M. Hargrove vend pour £60 aux enchères, au Messrs Foster of Pall Mall, onze tableaux appartenant à Constance Lloyd : trois gravures de Venise par Whistler, une gravure d'une geisha par Mortimer Menpes, un portrait de Sarasate par Whistler, deux dessins au crayon par Edward Burne-Jones, une gravure-épreuve et une photogravure de Georgina Mount-Temple par Watts, et une photographie de Tennyson et de ses amis par Henry Herschel Hay Cameron. Oscar meurt le 30 novembre de la même année, à Paris.
En 1963, les descendants d'Otho font ajouter à la tombe de Constance Lloyd l'inscription « Epouse d'Oscar Wilde ».

## Description par ses contemporains

### North Wales Chronicle
« Mme Oscar Wilde – « Mon cher, le dîner est prêt. Que préférez-vous, du tournesol séché ou du muguet grillé ? »
Oscar – « Ah ! Hum ! C'est tout ce que vous avez ? »
Mme Oscar Wilde – « Oh non ! Il y a un grand plat de violettes dans le réfrigérateur. »
Oscar – « Mon amour, n’avez-vous rien à manger ? »
Mme Oscar Wilde : « A manger ! A manger ! Pourquoi, que voulez-vous dire ? »
Oscar – « Je voudrais du bœuf et des pommes de terre et du pain et une bouteille de bière, et un peu de… »

Mais l’épouse de l'esthète s'était évanouie ».

### Anna, comtesse de Brémont
« Selon l'occasion, elle serait purement grecque, à une autre vénitienne de l'Antiquité, dans de riches teintes de vieux rose, avec de la dentelle d'or, un col haut, des passementeries et des ceintures. A une autre occasion, je la voyais vêtue de draperies de style médiéval, ou de satin cerise et noir avec des colliers de pierres précieuses pittoresques, qu'elle portait avec un air timide et auto-dépréciatif, une allure qui n'était pas tout à fait en accord avec le style majestueux et somptueux de sa tenue ».

### Marie Corelli
En 1892, Marie Corelli publie The Silver Domino, or Side Whispers, Social and Literary, une série de portraits satiriques de ses célèbres contemporains. Le chapitre 10, intitulé « L'éléphant social », présente une caricature d'Oscar Wilde représenté comme un énorme éléphant et Constance comme son mignon faire-valoir, une fée assise sur le dos de l'éléphant. Malgré la satire condescendante, son récit de Constance fait le portrait d'une femme clairement captivante, notamment pour l'auteure de la pièce.
« Elle ne semble pas du tout impressionnée par son seigneur Eléphant. Elle a ses propres petites toiles à tisser - des toiles argentées pleines de discussions sur la politique, au cours desquelles, Dieu bénisse son cœur de charmante petite radicale, elle ne cherche ni à blesser, ni à charmer. Ses yeux pourraient trouer le gilet de bien des vieux conservateurs sévères et leur feraient oublier à quel parti ils appartiennent véritablement. Elle a les plus beaux cheveux qui soient, tous lâchement bouclés autour de son visage, et elle a une voix basse si modulée qu'elle semble affectée à certaines personnes ; c'est une musique naturelle... Elle s'habille « esthétiquement » - dans toutes sortes de teintes étranges et de riches étoffes, « rassemblées n'importe comment » décriraient un esprit masculin - avec de grandes et merveilleuses parures médiévales - c'est son petit caprice et il lui plaît, et il plaît aussi à l'Eléphant, qui a tendance à s'enthousiasmer pour tout ce qui concerne la Couleur... Elle parle peu, cette fée pittoresque, mais c'est comme si elle nous racontait des histoires entières. Son regard est doux et plein d'esprit, et souvent distrait ; à certains moments, son esprit semble être comme sorti d'elle-même, parti sur des ailes invisibles à des kilomètres de l'Eléphant et du Château littéraire, et c'est dans de tels moments qu'elle est la plus jolie. Pour moi, elle est infiniment plus intéressante que l'Éléphant lui-même... on ne se lasse jamais de regarder la charmante Fée qui le garde et le guide. Nous n'aurions pu épargner aucun de nos deux compères - ils forment un tableau plein de couleur ».

### Otho Holland Lloyd
« Vous avez une appréciation artistique de la forme et de la beauté, et vous êtes très influencée par les apparences ; vous avez des goûts cultivés et raffinés, vous avez un certain sens littéraire, un sens de l'humour aiguisé et vous êtes une fine observatrice. Votre humeur est un peu changeante, un jour vous serez de bonne humeur, le lendemain en proie au découragement. Vous êtes généreuse à certains égards, affectueuse, loyale et très altruiste ».

## Statue d'Oscar Wilde et Constance Lloyd à Merrion Square
En 1997, l’œuvre du sculpteur anglais Danny Osborne est inaugurée par le petit-fils d'Oscar Wilde et Constance, Merlin Holland, à Merrion Square, à Dublin. Oscar est allongé sur un gros rocher de quartz, dans son costume de dandy. Il porte la cravate de Trinity College et une alliance avec deux scarabées, l’un pour la chance, l’autre pour la malchance. Il regarde en direction de la seconde statue, un torse d’homme sans tête représentant Dionysos. La troisième statue en bronze et en granit, une femme enceinte qui porte son regard vers Oscar, représente Constance. La statue est placée non loin du 1, Merrion Square où résidait le jeune Oscar avec ses parents.

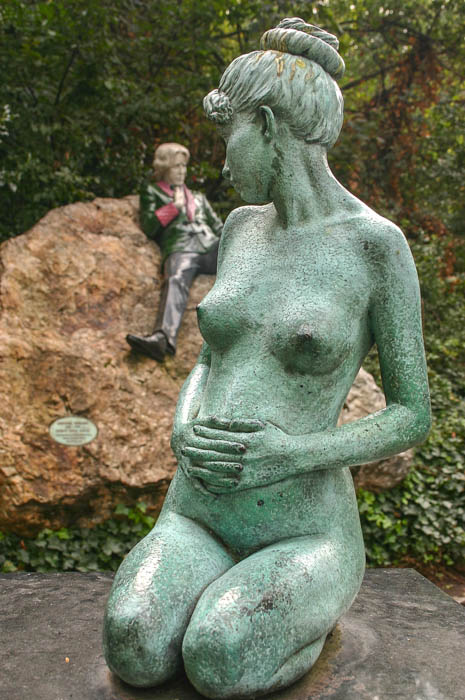
Statue de Constance regardant en direction de la statue d'Oscar, à Merrion Square.

## Dans la fiction
Dans le film Oscar Wilde réalisé en 1960 par Gregory Ratoff, elle est interprétée par Phyllis Calvert. Dans le film Oscar Wilde réalisé en 1997 par Brian Gilbert, elle est interprétée par Jennifer Ehle. Dans le film The Happy Prince réalisé en 2018 par Rupert Everett, elle est interprétée par Emily Watson.
Dans la pièce de théâtre Oscar Wilde's Wife de 1997 jouée au Théâtre Odyssey et écrite par Ronda Spinak, Constance est jouée par Stacie Chaiken. La pièce de théâtre La Chute secrète de Constance Wilde (1997) de Thomas Kilroy donne la parole à Constance Lloyd, qui fait face à Oscar Wilde et Alfred Douglas.
Elle sera interprétée par Emilia Clarke dans le film An Ideal Wife de Sophie Hyde.